# Trận chiến quần đảo Santa Cruz
Trận hải chiến ở quần đảo Santa Cruz vào ngày 26 tháng 10 năm 1942, người Nhật Bản thường gọi là Minami Taiheiyou Kaisen (南太平洋海戦, みなみたいへいようかいせん) là trận hải chiến thứ tư giữa các tàu sân bay tại mặt trận Thái Bình Dương trong chiến tranh thế giới thứ hai và là trận hải chiến lớn thứ tư giữa hải quân Hoa Kỳ và hải quân Đế quốc Nhật Bản nó là một phần trong chiến dịch Guadalcanal. Về hình thức nó giống như trận hải chiến biển Coral tại Midway và trận hải chiến Đông Solomon và các tàu chiến của hai bên rất hiếm khi nhìn thấy nhau trong suốt trận chiến. Thay vào đó các cuộc tấn công trong trận hải chiến này được thực hiện bởi các tàu sân bay và máy bay của chúng.
Trong nỗ lực nghi binh lực lượng quân Đồng Minh ra khỏi Guadalcanal và các đảo lân cận và thoát ra khỏi thế bế tắc vốn đã xuất hiện từ tháng 9 năm 1942, lực lượng lục quân Đế quốc Nhật Bản đã lên kế hoạch tấn công một trận lớn vào Guadalcanal trong ngay 20-25 tháng 10. Trong một phần của cuộc tấn công này các tàu sân bay và tàu chiến của Nhật Bản đi xuống phía Nam đến khu vực gần quần đảo Solomon với hi vọng sẽ chạm trán với lực lượng hải quân của quân Đồng Minh. Vào thời điểm đó hải quân Đế quốc Nhật Bản hy vọng việc đánh bại bất kỳ lực lượng hải quân nào của quân Đồng Minh (mục tiêu chính là lực lượng Hoa Kỳ), đặc biệt là lực lượng tàu sân bay sẽ có tác động tốt đến việc tấn công trên bộ. Lực lượng hải quân của quân Đồng Minh cũng hy vọng sẽ gặp lực lượng hải quân của Nhật Bản trong cuộc chiến cũng với ý định là để thoát ra khỏi tình thế bế tắc và quyết đánh bại kẻ thù.
Cuộc tấn công trên bộ của Nhật Bản vào Guadalcanal đã bị đánh bại bởi quân đội đồn trú mặt đất của quân Đồng Minh trong Trận chiến sân bay Henderson. Dù vậy tàu chiến và máy bay của hai bên vẫn đã chạm trán với nhau vào sáng ngày 26 tháng 10 năm 1942, ngay phía Bắc quần đảo Santa Cruz. Sau khi cho máy bay không kích qua lại nhau thì các tàu của quân Đồng Minh bị buộc phải rút khỏi chiến trận với một tàu sân bay bị đánh chìm và chiếc khác bị hư hại nặng. Thiệt hại cũng có thể xem là tương đương với lực lượng của Nhật Bản với số máy bay bị bắn hạ và phi công chết cũng như độ hư hại với hai tàu sân bay của họ. Dù vậy Nhật Bản vẫn giành chiến thắng trong chiến thuật trong việc đánh chìm các tàu, tuy nhiên lại bị thiệt hại nặng khi để mất các phi công kỳ cựu việc sẽ tạo ra lợi thế lâu dài cho quân Đồng Minh phe mà việc bị mất phi công trong các trận chiến tương đối thấp. Kết quả là các tàu sân bay của Nhật Bản không còn đóng vai trò quan trọng trong chiến dịch Guadalcanal mà lợi thế đã hoàn toàn nghiên về phía quân Đồng Minh.

## Bối cảnh

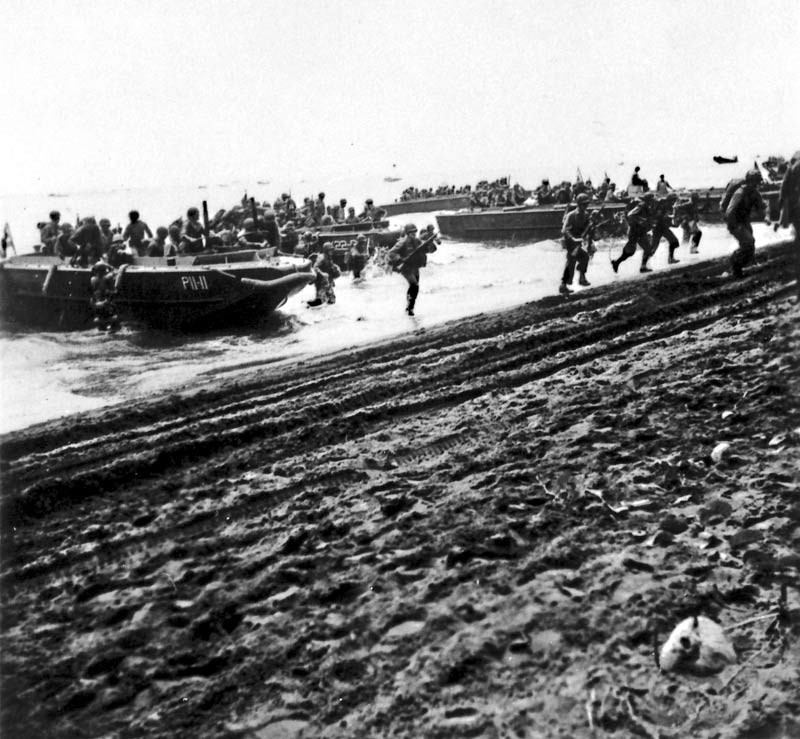
Cuộc đổ bộ của quân Đồng Minh lên Lunga Point vào tháng 7 năm 1942

Vào tháng 8 năm 1942 quân đội của quân Đồng Minh (chủ yếu là Hoa Kỳ) đã đổ bộ lên Guadalcanal, Tulagi cũng như quần đảo Florida trong quần đảo Solomon. Việc đổ bộ cho thấy việc Nhật Bản chiếm các đảo trên làm căn cứ là nguy hiểm vì nó đe dọa đến con đường vận chuyển giữa Hoa Kỳ và Úc, cũng như việc tấn công chiếm lấy các đảo xung quanh để cô lập căn cứ chính của Nhật Bản tại Rabaul trong khi vẫn cung cấp hỗ trợ cho quân Đồng Minh trong chiến dịch New Guinea. Việc đổ bộ là một phần trong chiến dịch Guadalcanal kéo dài sáu tháng.
Sau trận hải chiến Đông Solomon đã khiến cho chiếc cho chiếc tàu sân bay USS Enterprise bị hư hỏng nặng và buộc phải trở về Trân Châu Cảng tại Hawaii, để có thể sửa chữa lớn trong vòng một tháng, ba chiếc tàu sân bay còn lại của Hoa Kỳ thì ở lại Nam Thái Bình Dương. Một lực lượng bao gồm các tàu sân bay Wasp, Saratoga và Hornet cùng với những phi đội của chúng và những tàu chiến thuộc các loại như thiết giáp hạm, tuần dương hạm và khu trục hạm được đóng tại căn cứ chính nằm giữa quần đảo Solomon và quần đảo Vanuatu (hay còn gọi là quần đảo New Hebrides). Tại khu vực này các tàu sân bay được tính vào lực lượng bảo vệ con đường liên lạc giữa các căn cứ lớn của quân Đồng Minh tại New Caledonia và Espiritu Santo, hỗ trợ các lực lượng mặt đất của quân Đồng Minh chống lại các cuộc phản công của quân Nhật Bản, bảo vệ cho các tàu vận chuyển đến Guadalcanal cũng như tấn công và tiêu diệt các tàu chiến của Nhật Bản đặc biệt là tàu sân bay đến gần khu vực này.

### Sự cân bằng lực lượng về hai phía

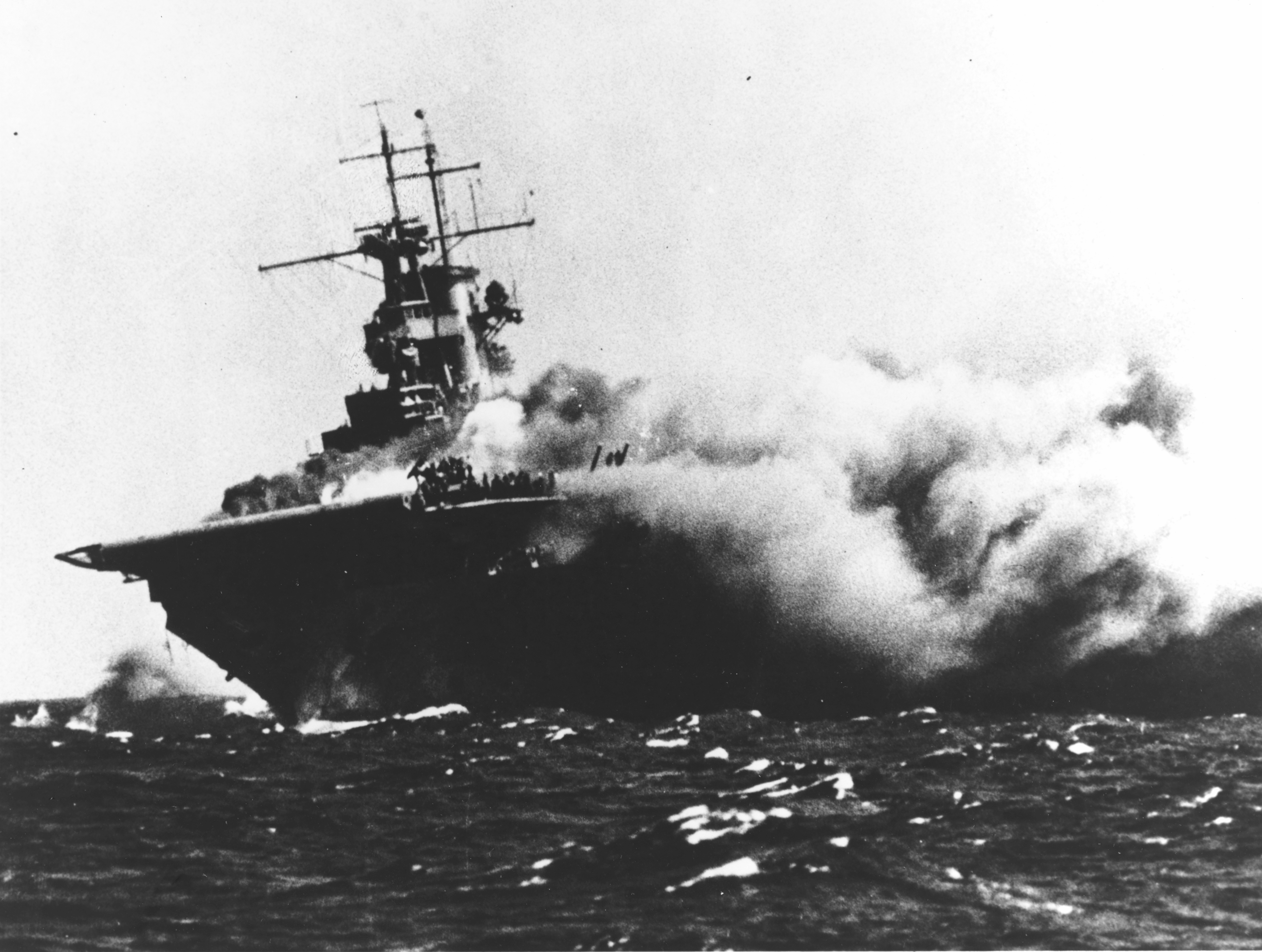
Chiếc USS Wasp bốc chay sau khi trúng ngư lôi của tàu ngầm I-19 ngày 14 tháng 9 năm 1942

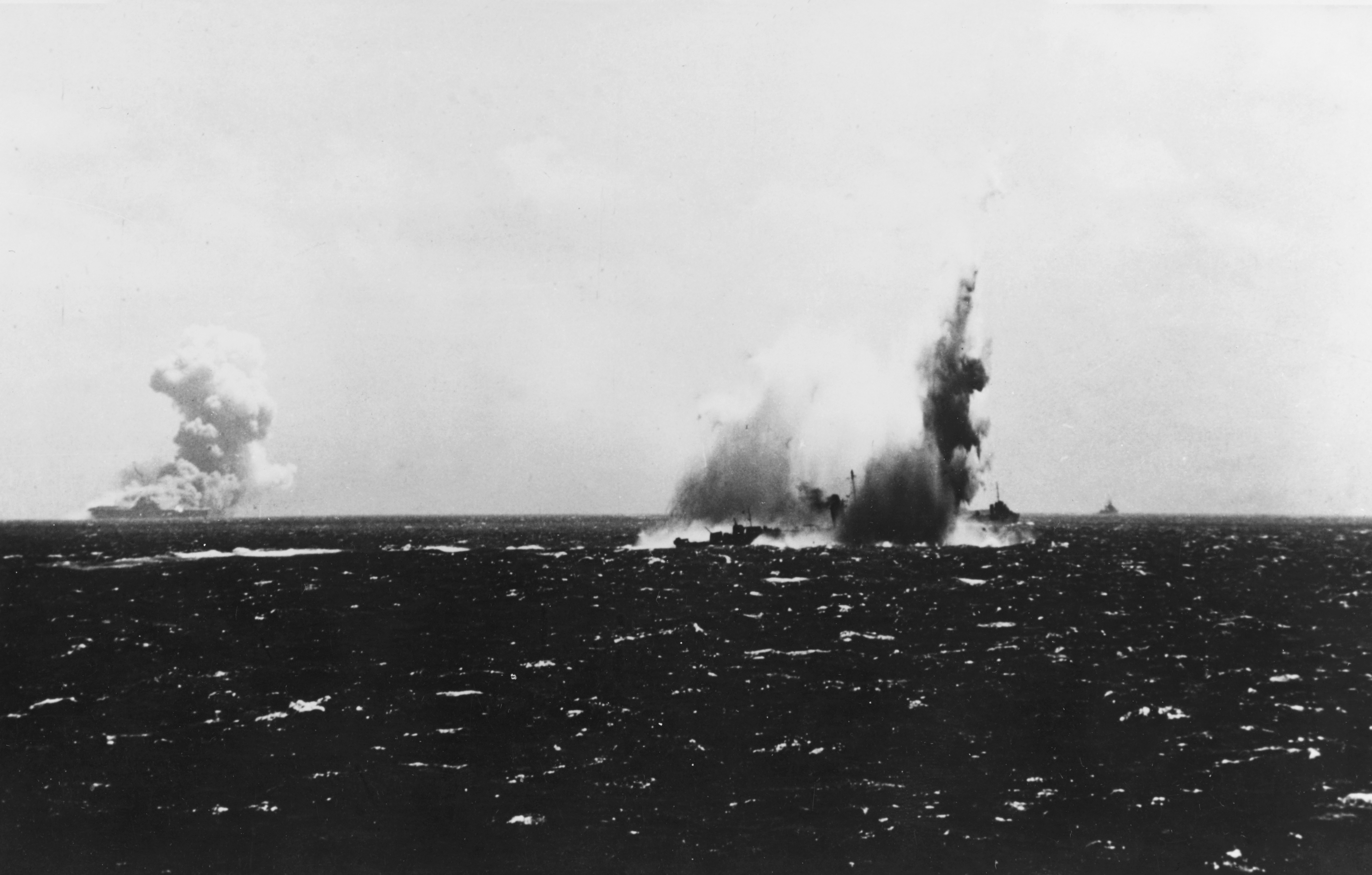
Chiếc O'Brien trúng ngư lôi của I-19

Vùng biển xung quanh vùng mà lực lượng tàu sân bay hoạt động được hải quân Hoa Kỳ gọi là vùng "Hội tụ ngư lôi" vì mật độ hoạt động của tàu ngầm Nhật Bản tại khu vực này rất cao. Vào ngày 31 tháng 8 chiếc Saratoga đã bị trúng ngư lôi được phóng bởi tàu ngầm I-26 và phải ngừng hoạt động để sửa chữa trong ba tháng. Vào 14 tháng 9 chiếc Wasp bị trúng ba trong sáu ngư lôi được bắn bởi tàu ngầm I-19 khi đang hộ tống đoàn tàu tiếp viện lớn và đoàn tàu tiếp tế cho Guadalcanal cũng như suýt chạm trán hai tàu sân bay Shōkaku và Zuikaku (tuy nhiên đã rút lui trước hai phía khi đi vào tầm hoạt động của máy bay). Với sức nổ của ngư lôi đội sửa chữa của chiếc Wasp không thể khống chế được ngọn lửa vì thế các thủy thủ phải bỏ tàu và nó đã bị chìm sau đó. Thiết giáp hạm USS North Carolina và tàu khu trục USS O'Brien cũng bị trúng ngư lôi trong đợt tấn công đó. Chiếc O'Brien sau đó bị chìm do hư hỏng quá nặng phần mũi gần như bị phá hủy hoàn toàn không thể sửa chữa tại chỗ, nó đã gãy làm đôi khi đang trên đường từ Espiritu Santo trở về Hoa Kỳ còn chiếc North Carolina thì phải sửa chữa tại Trân Châu Cảng cho đến ngày 16 tháng 11 năm 1942. Đây có thể nói là loạt ngư lôi thành công nhất trong lịch sử chiến tranh lúc bấy giờ.
Vào lúc tàu ngầm I-19 tấn công thì chiếc tàu sân bay USS Wasp đang chuẩn bị tiếp nhiên liệu cho máy bay nên trên bong tàu (đường băng) đầy những thùng nhiên liệu. Điều này đã dẫn đến thảm họa cho chiếc tàu sân bay này khi bị trúng ngư lôi. Một trong số ngư lôi đã phá hủy hoàn toàn hệ thống cung cấp điện cho tàu, đội sửa chữa cũng như đội phản ứng nhanh trong tình huống khẩn cấp của tàu không thể đối đầu với ngọn lửa do hàng trăm thùng nhiên liệu gây ra. Và gần đó hai tàu sân bay của Nhật Bản là Shōkaku và Zuikaku cũng sẵn sàng tham chiến (tuy nhiên sau đó lại bỏ đi không rõ nguyên do). Sau khi tất cả thủy thủ rời chiếc USS Wasp khu trục hạm Lansdowne đã bắn một quả ngư lôi đánh chìm luôn chiếc USS Wasp.

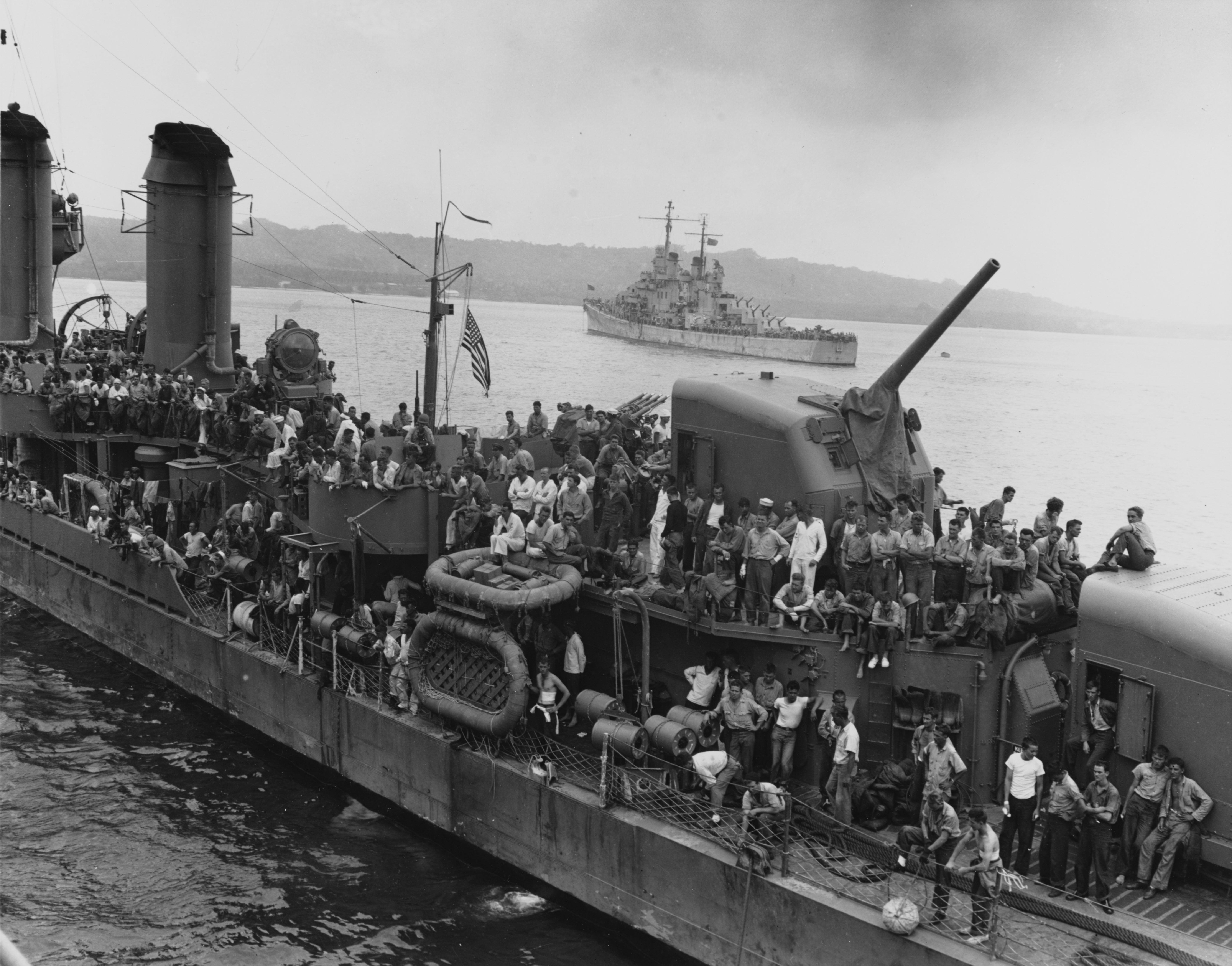
Thủy thủ của chiếc USS Wasp di tản sau khi tàu bị chìm

Cho dù Hoa Kỳ lúc đó chỉ còn một chiếc tàu sân bay là tàu Hornet tại Nam Thái Bình Dương quân Đồng Minh vẫn cố gắng duy trì được Ưu thế trên không của mình ở phía Nam quần đảo Solomon bởi vì căn cứ không quân của họ được đặc tại Henderson Field trên đảo Guadalcanal. Tuy nhiên các máy bay này không thể hoạt động hiệu quả trong đêm vì thế các tàu của Nhật Bản có thể gần như dễ dàng đi qua. Và vì thế một tình thế bế tắc thú vị xảy ra là quân Đồng Minh thì cung cấp quân tiếp viện và nhu yếu phẩm vào ban ngày cho Guadalcanal, còn Nhật Bản thì nhận quân tiếp viện và nhu yếu phẩm bằng tàu chiến vào ban đêm nên chẳng bên nào có đủ lợi thế cũng như binh lực để tấn công đối phương khi mà cả bên đều bằng nhau. Tình huống bị gián đoạn bởi hành động của hai tàu chiến lớn của cả hai phe. Vào đêm giữa ngày 11-12 tháng 10, các tàu chiến của Hoa Kỳ đã phục kích và đánh bại tàu chiến của Nhật Bản chính là chiếc mà đã nã pháo vào Henderson Field trong trận hải chiến tại mũi Esperance, nhưng chỉ hai đêm sau lực lượng Nhật Bản gồm cả hai chiếc thiết giáp hạm Haruna và Kongō đã thành công trong việc bắn pháo vào Henderson Field phá hủy nhiều máy bay của Hoa Kỳ và gây thiệt hại nghiêm trọng về vật chất. Dù vậy sân bay vẫn có thể hoạt động cầm chừng và nó đã mất nhiều tuần để sửa chữa lại cũng như thay thế các máy bay bị hỏng.

### Các bước của Hoa Kỳ

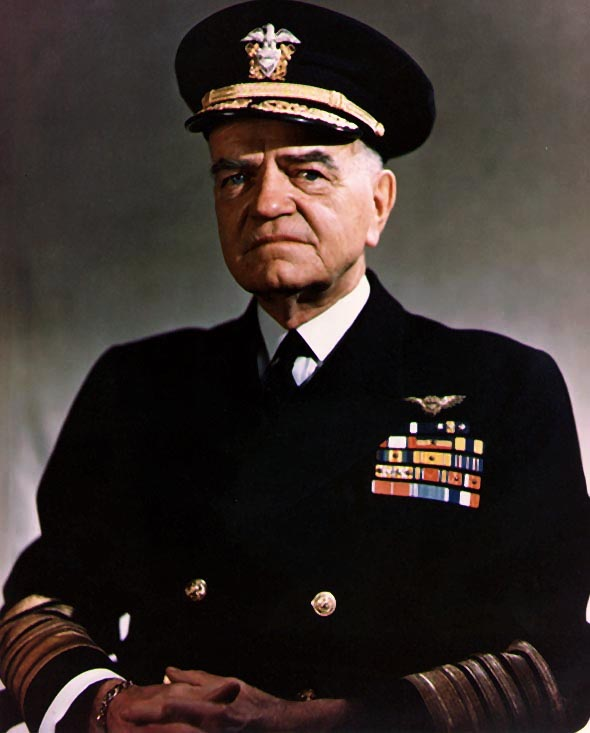
Đô đốc William Halsey, Jr.

Vào thời điểm đó Hoa Kỳ thực hiện hai bước đi để phá vỡ tình thế bế tắc của cuộc chiến trên Guadalcanal. Một là gấp rút sửa lại chiếc Enterprise để nó có thể quay trở lại Nam Thái Bình Dương càng sớm càng tốt. Ngày 10 tháng 10 chiếc Enterprise đã tiếp nhận phi đội mới của mình của mình. Vào ngày 16 tháng 10 nó rời Trân Châu Cảng dến ngày 23 tháng 10 nó đã về đến Nam Thái Bình Dương và gia nhập cùng với chiếc Hornet cũng như toàn bộ hạm đội Nam Thái Bình Dương của quân Đồng Minh vào 24 tháng 10 ở địa điểm cách Espiritu Santo 273 hải lý (506 km) về hướng Bắc.
Thứ hai là vào ngày 18 tháng 10 đô đốc Chester Nimitz chỉ huy trưởng của quân Đồng Minh tại Thái Bình Dương đã thay thế phó đô đốc Robert L. Ghormley bằng phó đô đốc William Halsey, Jr. trong chức vị chỉ huy khu vực Nam Thái Bình Dương: vị trí chỉ huy này được quân Đồng Minh đặc ra trong chiến dịch Solomon. Nimitz cảm thấy rằng Ghormley đã trở nên quá thiển cận và bi quan để có thể lãnh đạo hiệu quả quân Đồng Minh trên Guadalcanal. Halsey thì được báo cáo như là một người có tinh thần chiến đấu can trường đáng nể phục của hải quân Hoa Kỳ với biệt danh "Bull". Sau khi nhận chức Halsey ngay lập tức lên kế hoạch để kéo hải quân Nhật ra tham chiến, ông đã viết cho Nimitz rằng: "Tôi đã bắt đầu tung các nắm đấm gần như ngay lập tức".

### Các bước của Nhật Bản trong chiến dịch Solomon

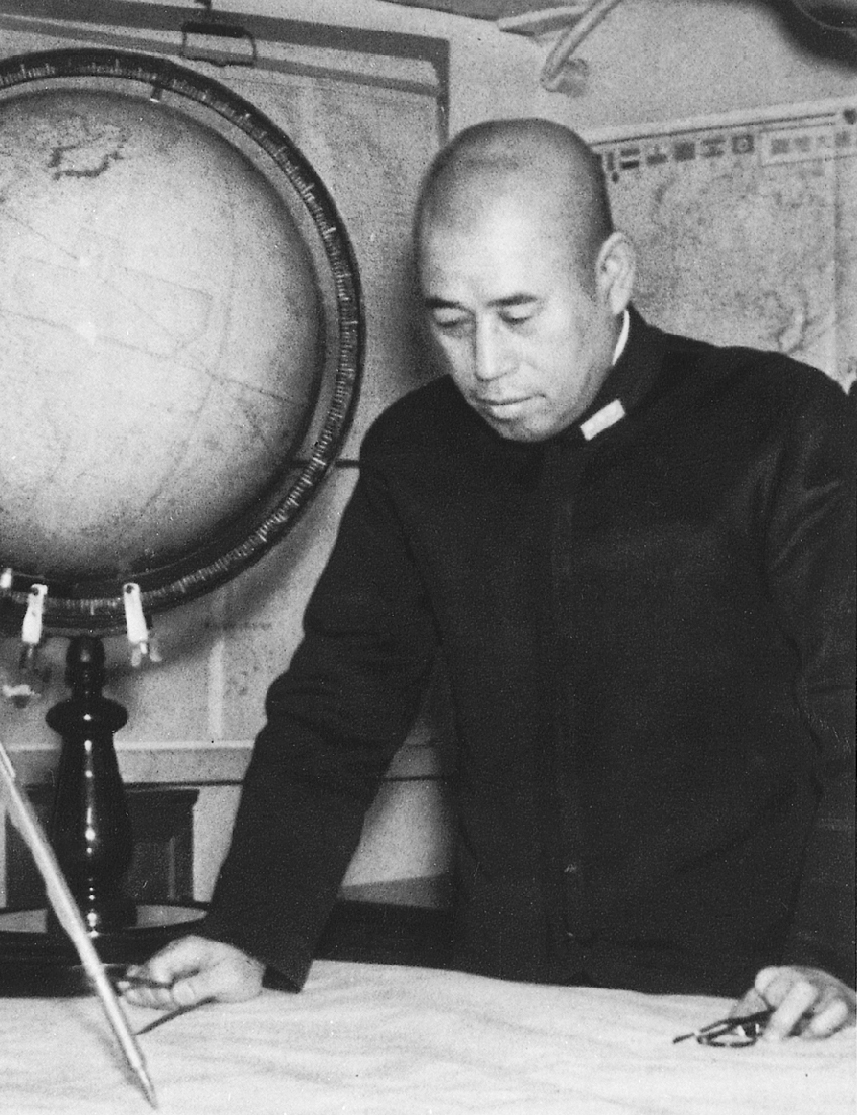
Đô đốc Yamamoto Isoroku

Đô đốc Yamamoto Isoroku đã chia hạm đội liên hợp Nhật Bản ra làm hai hạm đội và khởi hành từ Nhật Bản tiến xuống phía Nam Thái Bình Dương. Hạm đội thứ nhất được chỉ huy bởi phó đô đốc Kondo Nobutake bao gồm ba tàu sân bay là Hiyō, Ryūjō và Junyō cùng với 2 thiết giáp hạm, 5 tuần dương hạm hạng nặng, 1 tuần dương hạm hạng nhẹ, và 12 khu trục hạm. Và hạm đội thứ hai do phó đô đốc Nagumo Chūichi chỉ huy gồm có cũng ba tàu sân bay Shōkaku, Zuikaku và Zuihō cùng với hai thiết giáp hạm, 4 tuần dương hạm hạng nặng, 1 tuần dương hạm hạng nhẹ và 16 khu trục hạm.
Cả hai hạm đội tập hợp tại điểm tập kết phía Đông quần đảo Solomon. Sau đó một phần hạm đội do Nagumo Chūichi chỉ huy sẽ trợ giúp các lực lượng mặt đất của Nhật Bản trên đảo Guadalcanal còn lại hợp nhất vào hạm đội của Kondo Nobutake và Nagumo Chūichi lên làm chỉ huy sẽ đi tuần ở phía Đông quần đảo Solomon và đánh chìm bất kỳ đội tàu sân bay nào mà họ bắt gặp. Trong trận hải chiến Đông Solomon vào ngày 23 Tháng 8 năm 1942 chiếc Ryūjō đã bị đánh chìm. Còn chiếc Hiyō thì sau khi bị tai nạn ngày 22 tháng 10 phải nằm sửa chữa tại Truk. Như vậy hạm đội từng do Kondo Nobutake chỉ huy chỉ còn một tàu sân bay là chiếc Junyō
Hạm đội liên hợp sau khi hợp nhất, Nhật Bản cũng bắt đầu những động thái để dụ lực lượng hải quân của quân Đồng minh ra tham chiến. Với cả bốn tàu sân bay đều được trang bị phi đội riêng của mình cộng với các tàu chiến như thiết giáp hạm, tuần dương hạm và khu trục hạm, hạm đội liên hợp này của Nhật Bản được trực tiếp chỉ đạo bởi đô đốc Yamamoto Isoroku, hạm đội này đã được đánh giá rằng họ thậm chí có thể chiến thắng cả trận Midway nếu như nó được thực hiện lại. Vào đầu tháng mười các tàu sân bay của Nhật Bản mở hàng loạt các cuộc không kích xuống Henderson Field để mở đầu cho kế hoạch các tàu chiến Nhật Bản sẽ tiến vào khu vực quần đảo Solomon từ ngày 20 đến 25 tháng 10 để hỗ trợ cho binh lính trên đảo Guadalcanal. Tuy nhiên đến ngày 16 hải quân Nhật Bản vẫn chưa chạm trán với các đội tàu sân bay của Hoa Kỳ. Đây là một sự bình yên trước cơn bão. Tuy nhiên với kế hoạch yểm trợ cho lực lượng mặt đất tại Guadalcanal các tàu chiến của Yamato bắt đầu di chuyển xuống phía Nam quần đảo Solomon và sẵn sàng đối đầu với tàu của quân Đồng Minh (chủ yếu là Mỹ), đặc biệt là các tàu sân bay vốn là lực lượng phòng thủ của đảo Guadalcanal. Ngày 22 tháng 10 các tàu của Nhật Bản quan sát thấy có các máy bay trinh sát của quân Đồng Minh trên bầu trời. Ngày 23 tháng 10 các tàu của Nhật Bản báo cáo có sự tăng cường xuất hiện của các máy bay chiến đấu đối phương. Tại Mỹ vào ngày 24 tháng 10 các phương tiện truyền thông đưa tin về việc sẽ có một cuộc hải chiến lớn tại quần đảo Solomon trong nay mai.

## Tham chiến

### Chuẩn bị
Từ ngày 20 đến ngày 25 tháng 10 quân đội Nhật Bản trên đảo Guadalcanal cố gắng đánh chiếm Henderson Field với một cuộc tấn công quy mô lớn chống lại quân đội Hoa Kỳ đang trấn giữ ở sân bay tại đó. Tuy nhiên cuộc tấn công này đã bị đẩy lui với số thương vong rất cao của quân đội Nhật trong trận chiến tại Henderson Field.

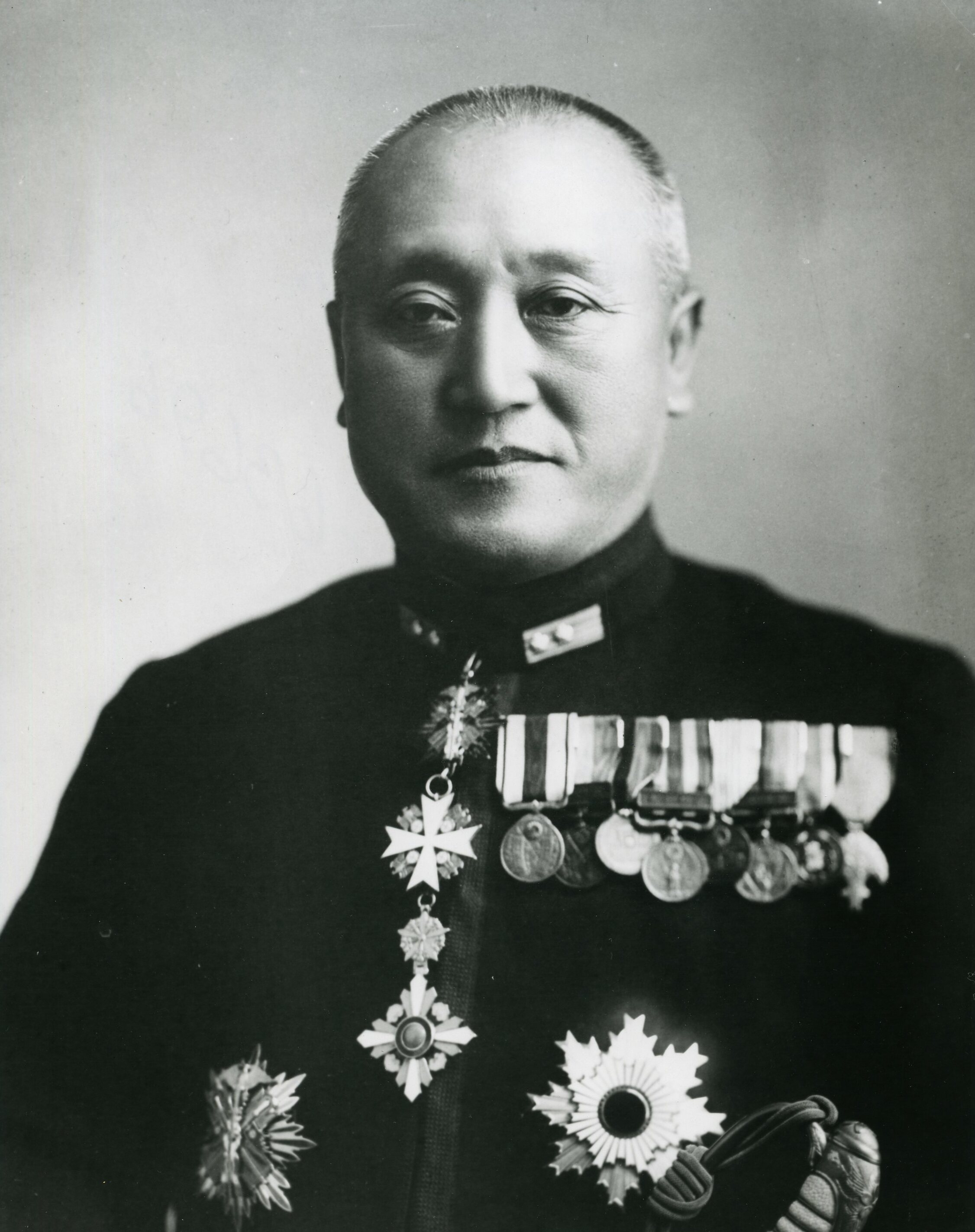
Phó đô đốc Kondo Nobutake.

Với sự nhầm lẫn là quân đội Nhật đã đánh chiếm thành công Henderson Field đội tàu chiến của Nhật Bản đã đến tiếp cận đảo Guadalcanal vào sáng ngày 25 tháng 10 để cung cấp các nhu yếu phẩm cần thiết cho quân đội phục vụ cho các cuộc tấn công sau này. Các máy bay tại Henderson Field đã tấn công đội tàu trong suốt một ngày đánh chìm chiếc tàu tuần dương hạng nhẹ Yura và làm hư hại khu trục hạm Akizuki.
Nhận thấy cuộc tấn công trên mặc đất của quân đội đã thất bại và việc bị mất chiếc Yura, toàn bộ hạm đội liên hợp đã di chuyển xuống phía Nam quần đảo Solomon với ý định quyết chiến với các hạm đội của quân Đồng Minh để lấy lại danh dự vào ngày 25 tháng 10. Hạm đội liên hợp đã chia thành ba nhóm: Nhóm trưởng có tàu sân bay Junyō, 2 thiết giáp hạm, 4 tuần dương hạm hạng nặng, 1 tuần dương hạm hạng nhẹ và 10 khu trục hạm được chỉ huy bởi phó đô đốc Kondo Nobutake trên chiếc tuần dương hạm hạng nặng Atago, nhóm chính gồm các tàu sân bay Shōkaku, Zuikaku và Zuihō với một tuần dương hạng nặng và 8 khu trục hạm được chỉ huy bởi phó đô đốc Nagumo Chuichi trên chiếc Shōkaku, cuối cùng là nhóm tiên phong gồm 2 thiết giáp hạm, 3 tuần dương hạm hạng nặng, 1 tuần dương hạm hạng nhẹ và 7 khu trục hạm được chỉ huy bởi phó đô đốc Abe Hiroaki trên chiếc thiết giáp hạm Hiei. Với việc chỉ huy nhóm chính Kondo Nobutake hoạt động như là chỉ huy chính của cả ba nhóm.

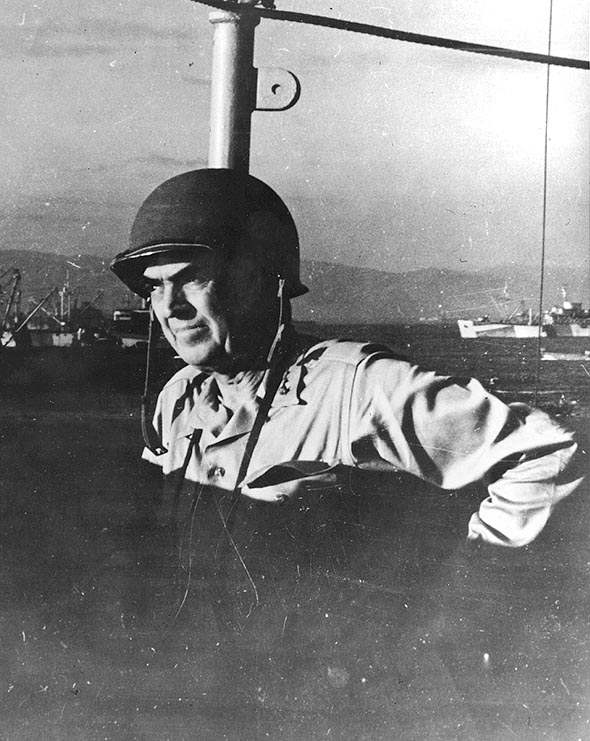
Đô đốc Thomas C. Kinkaid

Về phía Hoa Kỳ thì có hai đội tàu sân bay Hornet và Enterprise được chỉ huy bởi chuẩn Đô đốc Thomas Kinkaid thì lại chạy lòng vòng lên phía Bắc quần đảo Solomon để tìm các hạm đội của Nhật Bản vào ngày 25 tháng 10. Hạm đội của Hoa Kỳ chia làm hai nhóm tàu sân bay và đi cách nhau khoảng 10 hải lý (19 km) mỗi tàu sân bay sẽ ở chính giữa đội hình. Hạm đội Hoa Kỳ gồm có hai tàu sân bay Hornet và Enterprise, 1 thiết giáp hạm, 6 tuần dương hạm và 14 khu trục hạm. Thủy phi cơ A U.S. loại PBY Catalina đã phát hiện ra nhóm chính của hạm đội Nhật Bản vào 11:03 sáng. Tuy nhiên khi đó hạm đội này lại cách hạm đội Hoa Kỳ khoảng 355 hải lý (657 km) vừa đúng ngoài tầm hoạt động của các phi đội Nhật Bản. Thomas Kinkaid hy vọng có thể tiến sát và thực hiện một cuộc chiến trong ngày hôm đó nên đã cho các tàu chạy hết tốc lực tiến về phía trước đến hạm đội tàu sân bay của Nhật Bản, vào 14:25 thì cho xuất kích 12 máy bay Dountless trang bị bom 225 kg đi do thám. Một giờ sau, khi nhóm phi đội đầu quay trở về thì Thomas Kinkaid ra lệnh xuất kích nhóm phi đội thứ hai gồm 6 máy bay Dountless trang bị bom 450 kg, 6 máy bay thả ngư lôi Avenger cùng 11 máy bay tiêm kích Wildcat. Nhưng phó đô đốc Nagumo Chuichi cũng biết là hạm đội của họ đã bị phát hiện bởi máy bay của Hoa Kỳ nhưng lại không biết vị trí của các nhóm tàu sân bay của Hoa Kỳ nên đã quyết định quay lên phía Bắc ra khỏi tầm hoạt động của các phi đội quân Đồng Minh. Vì thế nhóm máy bay xuất kích của Hoa Kỳ đã quay trở về mà không hề mà không hề tấn công hoặc tìm thấy tàu của Nhật Bản. Việc xuất kích này làm mất 7 máy bay gồm: 1 chiếc Wildcat mất tích, 3 chiếc Dountless và 3 chiếc Avenger hết nhiên liệu phi hành đoàn của 6 chiếc này nổi lênh đênh trên mặt nước với áo phao và sau đó được hạm đội tàu sân bay của Hoa Kỳ vớt lên.
Tối 25 tháng 10 phó đô đốc Kondo Nobutake đích thân chỉ huy việc chuẩn bị cho các phi đội trên các tàu sân bay để chuẩn bị cho việc tấn công quân Hoa Kỳ trên đảo Guadalcanal. Cách đó 160 km về phía Đông là nhóm tàu chiến của phó đô đốc Nagumo Chuichi đang ở cửa biển phía Nam và đề cao cảnh giác để chống lại sự tấn công bất ngờ từ các máy bay địch. Phó đô đốc Nagumo Chuichi đã rút ra bài học cay đắng trong trận Midway nên ông trở nên rất thận trọng trong vấn đề phòng thủ chống lại việc bị tấn công bất ngờ từ các máy bay. Để có thể chặn đứng tất cả những máy bay nào xuất hiện các thiết giáp hạm Hiei và Kirishima sẽ ở phía trước cùng với bảy tàu khu trục cách chiếc Shōkaku 96–128 km, chiếc tuần dương hạm hạng nặng Chikuma và khu trục hạm Teruzuki sẽ bọc sườn phía Đông cách chiếc Shōkaku 320 km.

### Các hành động của các tàu sân bay ngày 26 tháng 10: Cuộc xuất kích đầu

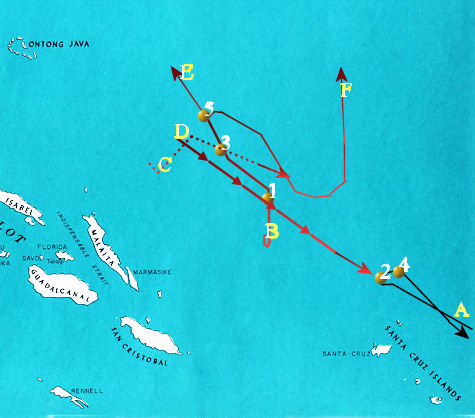
Bản đồ của trận chiến quần đảo Santa Cruzz ngày 26 tháng 10 năm 1942. Đường đỏ là hạm đội Nhật Bản và đường đen là hạm đội của Hoa Kỳ. Những ký hiệu vàng là những điểm xảy ra chiến sự.

Vào 02:50 ngày 26 tháng 10 hạm đội Nhật quay đầu lại và tiến lại hạm đội Hoa Kỳ, vào khoảng 05:00 đó hai hạm đội chỉ cách nhau khoảng 200 hải lý (370 km) tuy nhiên vẫn chưa biết được địa điểm chính xác của nhau. Hai bên đều phóng các máy bay đi do thám và chuẩn bị các phi đội tấn công đối phương ngay khi các máy bay do thám tìm ra được địa điểm chính xác của đối phương. Nhóm tàu của Nagumo Chuichi đã cho xuất kích 16 thủy phi cơ (bay bọc hậu cùng với những tàu chiến tốt nhất) và 8 máy bay ném bom Kate, để do thám các khu vực phía Nam và phía Đông trước lúc bình minh.
Cho dù rada trang bị trên chiếc máy bay loại PBY Catalina đã bắt được tín hiệu của các tàu sân bay Nhật Bản vào 03:10 tuy nhiên các báo cáo này lại không thể đến được với Thomas Kinkaid cho đến 05:12. Hơn nữa ông tin là các tàu sân bay này đã thay đổi vị trí sau hai giờ nên quyết định không cho xuất kích để chờ các báo cáo về địa điểm của các tàu này sau đó.
Vào lúc 05:00 trước khi nhận được thông báo của chiếc PBY Catalina chiếc USS Enterprise đã phóng thêm 16 chiếc SBD Dauntless chia nhau theo từng cặp để tìm vị trí của hạm đội Nhật mỗi chiếc mang một quả bom nặng 227 kg. Vào 06:45 các chiếc máy bay này phát hiện nhóm chính của hạm đội Nhật Bản do Nagumo Chuichi chỉ huy cách 320 km về phía Đông Bắc của hạm đội Hoa Kỳ. Cùng lúc đó khoảng 06:58 các máy bay trinh sát của Nhật Bản cũng phát hiện ra nhóm tàu sân bay Hornet của Hoa Kỳ. Các máy bay SBD Dauntless cố gắng tấn công nhóm tàu của Nhật nhưng Nagumo Chuichi đã dự tính trước tình huống này nên đã cho 8 chiếc tiêm kích cơ A6M Zero đánh chặn. Các máy bay ném bom SBD Dauntless không thể đánh lại các chiếc tiêm kích nêm đã rút vào đám mây gần đó.
Trong khi các máy bay do thám của cả hai bên đang đánh nhau thì các hạm đội cũng đang chạy đua để có thể giành ưu thế tấn công trước đối thủ. Nhật Bản là bên cho xuất kích đợt máy bay đầu tiên từ tàu sân bay Shōkaku vào 07:10 và ngay sau đợt xuất kích đầu là đợt xuất kích thứ hai, theo chiến thuật cất cánh từng lớp của Nhật Bản và vì thế các phi đội của Nhật Bản có tiếp cận với hạm đội của Hoa Kỳ trước, đợt xuất kích này kết thúc vào lúc 07:30.

#### Việc cho xuất kích máy bay của hai bên

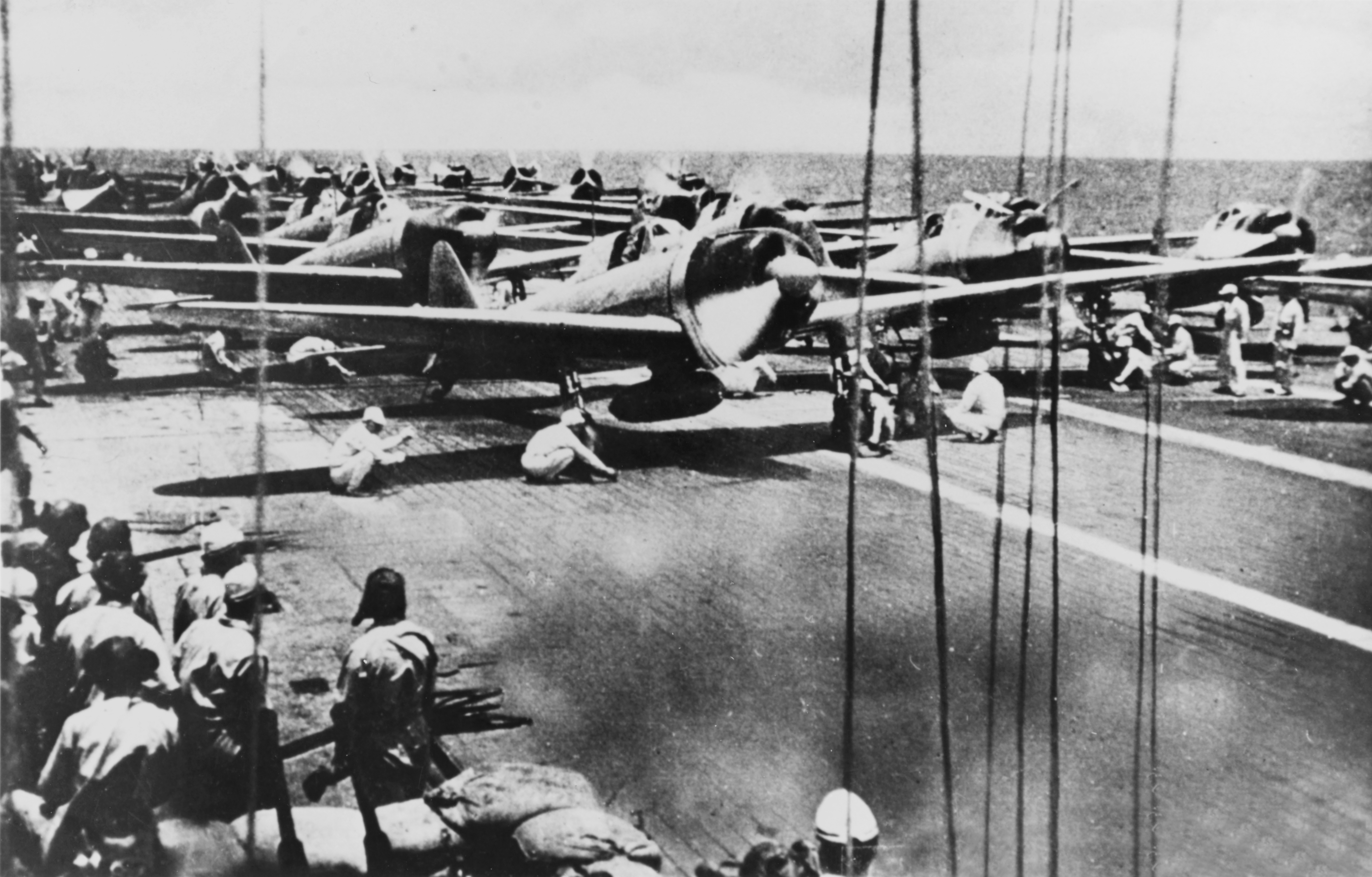
Các tiêm kích cơ và máy bay thả bom đậu thành từng lớp trên chiếc Shōkaku sẵn sàng xuất kích tấn công hạm đội Hoa Kỳ ngày 26 tháng 10 năm 1942.

Nhật Bản đã xuất kích đợt tấn công đầu tiên gồm 66 máy bay dưới sự chỉ huy của trung úy Murata Shigeharu. Vào 07:10, 4 chiếc tiêm kích A6M Zero cất cánh dưới sự chỉ huy của trung úy Miyajima Hisaishi, 20 máy bay thả ngư lôi Nakajima B5N Kate và một máy bay trinh sát Yokosuka D4Y cất cánh dưới sự chỉ huy của trung tá Murata Shigeharu. Vào 07:15 chiếc tàu sân bay Zuihō đã cho cất cánh 9 tiêm kích cơ A6M Zero và 1 chiếc Nakajima B5N (như một quan sát viên không trang bị vũ khí) dưới sự chỉ huy của trung úy Hidaka. Cuối cùng chiếc tàu sân bay Zuikaku vào 07:25 đã cho cất cánh 22 chiếc Aichi D3A (một trong số này quay lại sớm vì máy bay bị trục trặc kỹ thuật), 8 chiếc A6M Zero và 1 chiếc Nakajima B5N (làm quan sát viên) dưới sự chỉ huy của trung úy Takahashi Saddam.
Về phía Hoa Kỳ vào khoảng 07:40 hai máy bay SBD Dauntless của trung úy Stockton Birnie Str. và phi công tiên phong Charlie Irvine thuộc phi đội VS-10 núp trong đám mây từ lúc đợt tấn công của máy bay trinh sát bị thất bại, khi thấy các chiếc A6M Zero đang bận đuổi các nhóm máy bay trinh sát khác của Hoa Kỳ đã lao ra hết tốc độ và thả hai quả bom nặng 227 kg vào tàu sân bay Zuihō khiến nó bị hư hại nặng. Các phi công nói rằng họ không thể đòi hỏi gì hơn khi mà điều kiện tấn công gần như lý tưởng là không có các máy bay địch bám đuôi và cà hai quả điều trúng mục tiêu. Một chỉ huy cấp cao của tàu sân bay Zuihō khi đó là Obayashi Sueo nói rằng một quả bom đã rơi trúng đuôi của đường băng tàu làm bong lớp lót đường băng khiến cho máy bay không thể đáp được.
Cho dù tàu sân bay Zuihō không thể cho máy bay đáp xuống nhưng vẫn có thể cho cất cánh máy bay. Phó đô đốc Kondo Nobutake đã ra lệnh cho nhóm tàu tiên phong của phó đô đốc Abe Hiroaki vượt lên để chiến đấu và chặn các tàu chiến của Hoa Kỳ không cho các tàu chiến của họ tiếp cận với các tàu sân bay của mình. Kondo Nobutake cũng ra lệnh cho nhóm tàu chính của mình mở hết tốc lực tiến về phía chiến sự để các phi đội trên chiếc Junyō có thể tham gia trận đánh.
Nhật Bản đã cho xuất kích đợt thứ hai vào lúc 08:10. Nhóm máy bay gồm 19 máy bay Aichi D3A và 8 chiếc A6M Zero dưới sự chỉ huy của trung tá Seki Mamoru (Tuy nhiên trung úy Yamashita Toshihiro đã thay quyền chỉ huy do máy bay của trung tá Seki Mamoru gặp trục trặc phải quay lại) cất cánh từ chiếc Shōkaku. Nhóm gồm 16 máy bay Nakajima B5N Kate do trung úy Imafuku Siitiro chỉ huy cất cánh từ chiếc Zuikaku. Còn chiếc Zuihō sau khi bị tấn công việc cho xuất kích máy bay bị chậm lại nhưng vẫn cho xuất kích 4 máy bay A6M Zero và 2 chiếc Nakajima B5N gia nhập nhóm của trung úy Imafuku Siitiro. Như vậy đến 09:10 đã có khoảng 110 máy bay Nhật cất cánh lên đường tấn công hạm đội Hoa Kỳ.

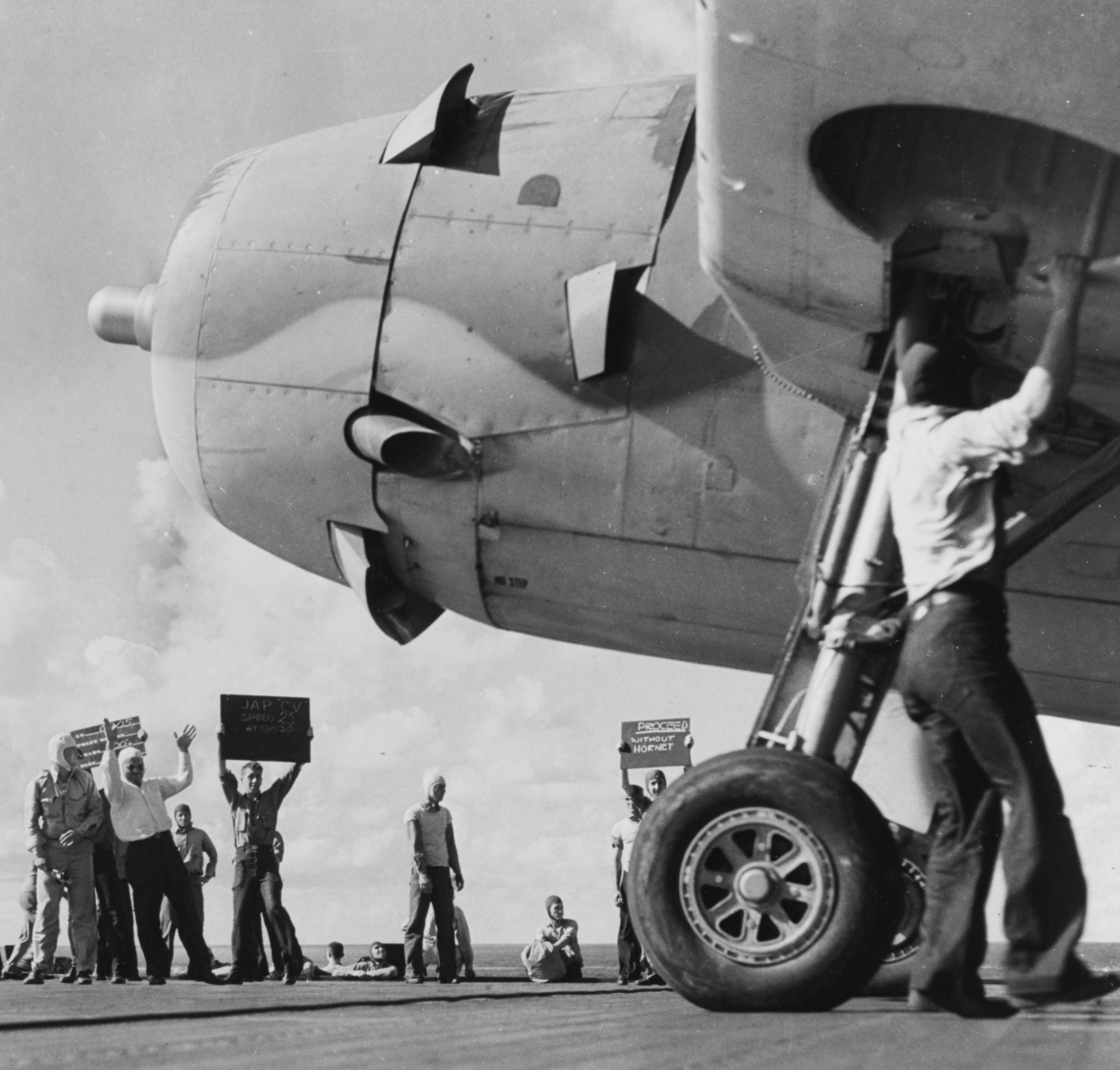
Chiếc TBF Avenger chuẩn bị cất cánh từ chiếc Enterprise vào ngày 26 tháng 10.

Đợt xuất kích đầu tiên của máy bay Hoa Kỳ chậm hơn Nhật 20 phút. Với chiến thuật là đánh tốc độ tốt hơn là dốc toàn lực tấn công trong một trận chiến, nên thay vì cho xuất kích tất cả máy bay tấn công trong một đợt lớn các máy bay Hoa Kỳ được chia thành từng nhóm nhỏ. Đợt đầu tiên tiên gồm 15 máy bay ném bom SBD Dauntless, 6 máy bay ném ngư lôi TBF Avenger và 8 máy bay tiêm kích F4F Wildcat được chỉ huy bởi trung úy R. Eation cất cánh từ chiếc Hornet khoảng 08:00. Đợt thứ hai gồm 3 chiếc SBD Dauntless, 7 chiếc TBF Avenger và 8 chiếc F4F Wildcat cất cánh từ chiếc Enterprise khoảng 08:10. Đợt thứ ba gồm 9 chiếc SBD Dauntless, 8 chiếc TBF Avenger và 7 chiếc F4F Wildcat cất cánh từ chiếc Hornet.
Vào 08:40 các máy bay của hai bên đã đối đầu với nhau. 9 chiếc A6M Zero cất cánh từ tàu Zuihō đã gây bất ngờ và tấn công phi đội cất cánh từ tàu Enterprise bằng việc bay cao phía trên và bổ nhào xuống tấn công khi phi đội của Hoa Kỳ đang bị chói mắt bởi mặt trời. Kết quả của trận không chiến này là 4 chiếc A6M Zero, 3 chiếc F4F Wildcat và 2 chiếc TBF Avenger bị bắn hạ, 2 chiếc TBF Avenger và 1 chiếc F4F Wildcat bị hư hại nặng phải trở về chiếc Enterprise. Chỉ có chiếc F4F Wildcat là trở về an toàn.

#### Đợt tấn công của máy bay quân Hoa Kỳ vào hạm đội Nhật

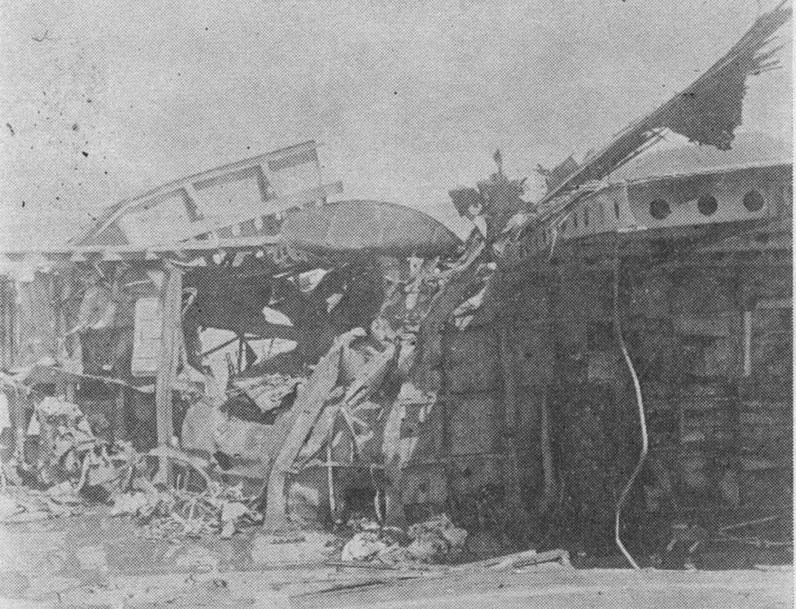
Chiếc Shōkaku bị hư do trúng bom ngày 26 tháng 10 năm 1942

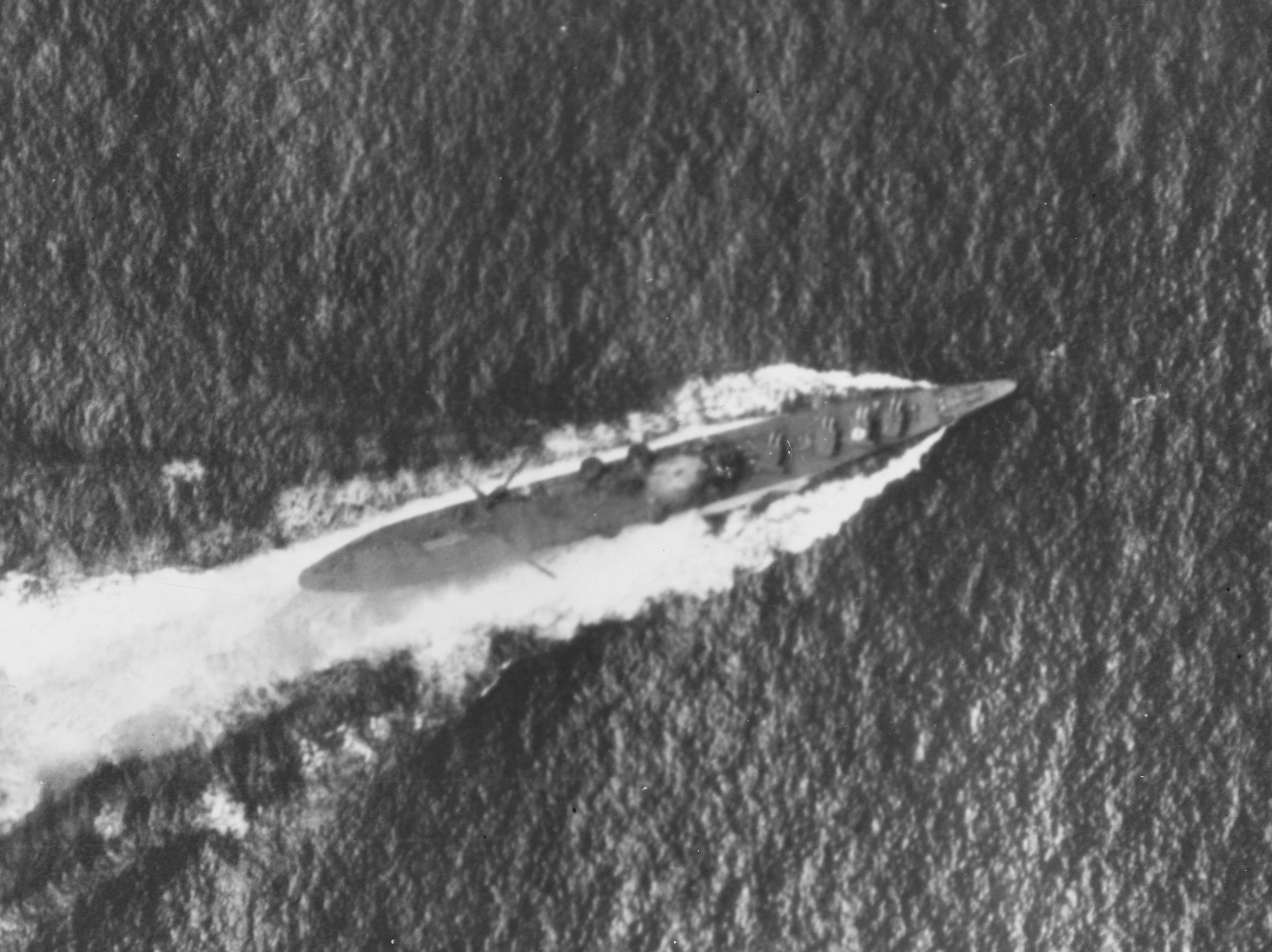
Chiếc Chikuma đang bị tấn công ngày 26 tháng 10 năm 1942

Nhóm đầu tiên cất cánh từ tàu sân bay Hornet đã thấy bốn chiếc tàu trong nhóm tàu tiên phong của phó đô đốc Abe Hiroaki vào lúc 08:50. Tiếp tục tiến lên họ thấy một chiếc tàu sân bay vào đội hình tấn công. 3 chiếc A6M Zero cất cánh từ chiếc Zuihō đã tấn công vào đội hình của các chiếc F4F Wildcat và kéo chúng ra khỏi đội hình của các chiếc SBD Dauntless mà lẽ ra chúng phải bảo vệ. Dù vậy các chiếc máy bay ném bom vẫn cố gắng tấn công khi không có máy bay tiêm kích bảo vệ. Hai mươi chiếc A6M Zero đã tấn công các chiếc SBD Dauntless và bắn hạ 4 chiếc, 11 chiếc SBD Dauntless còn lại cố gắng tấn công tàu sân bay Shōkaku vào lúc 09:27 đã có khoảng 3 đến 6 quả bom trúng tàu Shōkaku khiến đường băng của nó bị hư hại nghiêm trọng và tạo ra một đám cháy nghiêm trọng phía trong tàu. Chiếc cuối cùng trong số 11 chiếc SBD Dauntless sau khi bị các máy bay tiêm kích rượt đã mất vị trí của chiếc Shōkaku và thả quả bom của nó gần chiếc khu trục hạm Teruzuki gây thiệt hại nhỏ. 6 chiếc TBF Avenger sau khi bị tách ra khỏi nhóm chính do bị máy bay tiêm kích tấn công không thể xác định được vị trí của tàu sân bay của Nhật nữa nên quay trở về chiếc Hornet. trên đường quay về các chiếc máy bay này tấn công tuần dương hạm hạng nặng Tone nhưng tất cả ngư lôi điều trật.
Các chiếc TBF Avenger cất cánh từ chiếc Enterprise lại không thể xác định được vị trí của các tàu sân bay Nhật thay vào đó lại tấn công vào chiếc tuần dương hạm hạng nặng Suzuya trong nhóm tàu tiên phong của Abe Hiroaki nhưng không ra thiệt hại gì. Cùng khoảng thời gian này nhóm máy bay thứ ba của Hoa Kỳ cất cánh từ tàu Hornet tấn công chiếc tuần dương hạm hạng nặng Chikuma cũng trong nhóm tàu của Abe Hiroaki đánh trúng mục tiêu với hai quả bom 1.000 lb (450 kg) gây hư hại nặng. 3 chiếc SBD Dauntless cất cánh từ chiếc Enterprise bay tới sau đó cũng tấn công chiếc Chikuma gây hư hại nặng hơn với một quả bom trúng đích và hai quả trượt sát sườn. sau cùng 8 chiếc TBF Avenger thuộc nhóm thứ ba cất cánh từ chiếc Enterprise xông vào tấn công chiếc Chikuma đang bốc khói và thả một ngư lôi trúng đích nữa còn lại trật mục tiêu. Chiếc Chikuma cùng hai tàu hộ tống rời khỏi chiến trường về đảo Truk để sửa chữa.

#### Đợt tấn công của máy bay quân Nhật vào hạm đội Hoa Kỳ

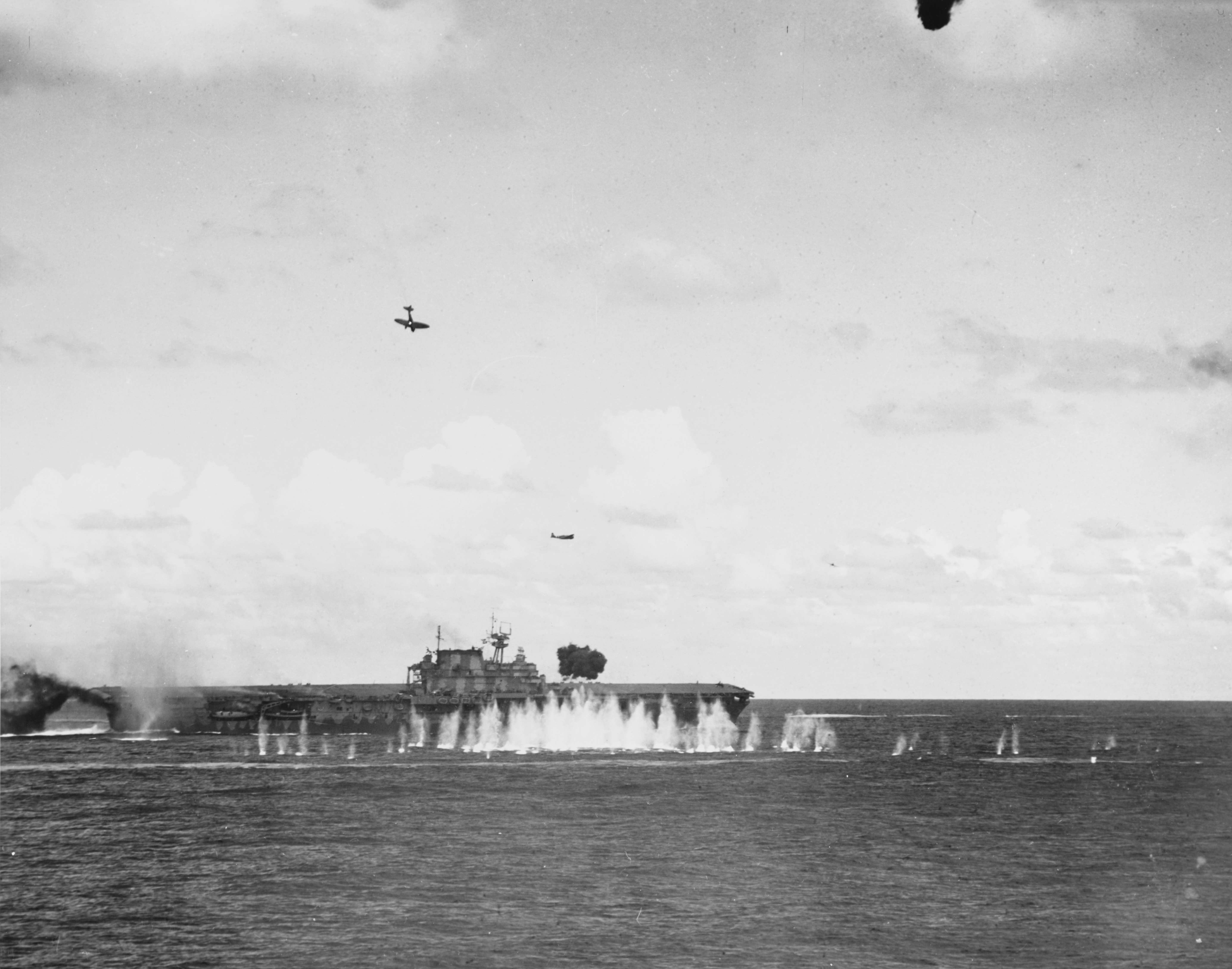
Máy bay ném bom bổ nhào đầu tiên ném bom vào chiếc Hornet (bên tay trái phía trên) vào 09:14

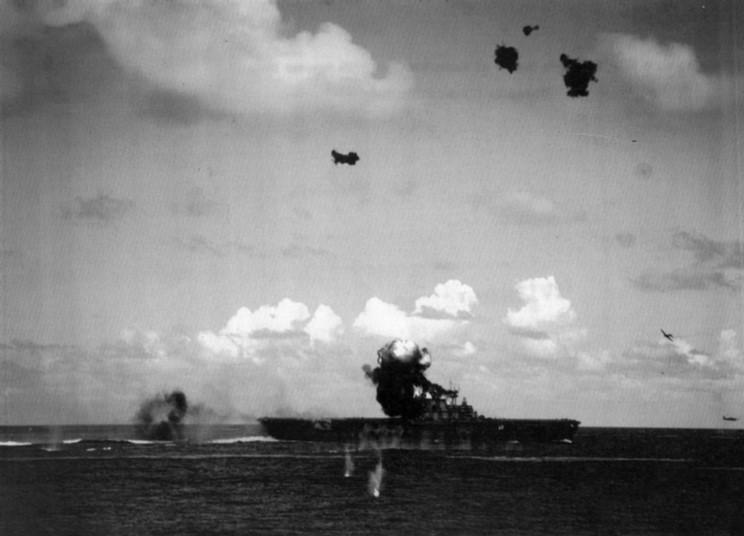
Chiếc thứ hai lao vào chiếc Hornet (tay phải).

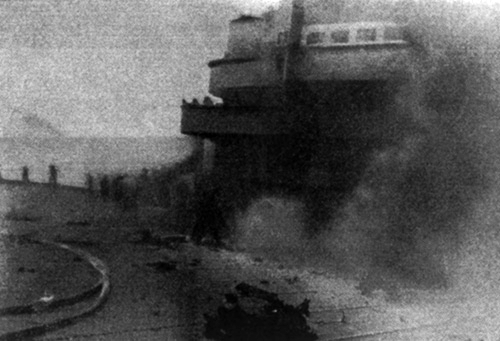
Chiếc Hornet bị cháy sau khi bị bỏ bom.

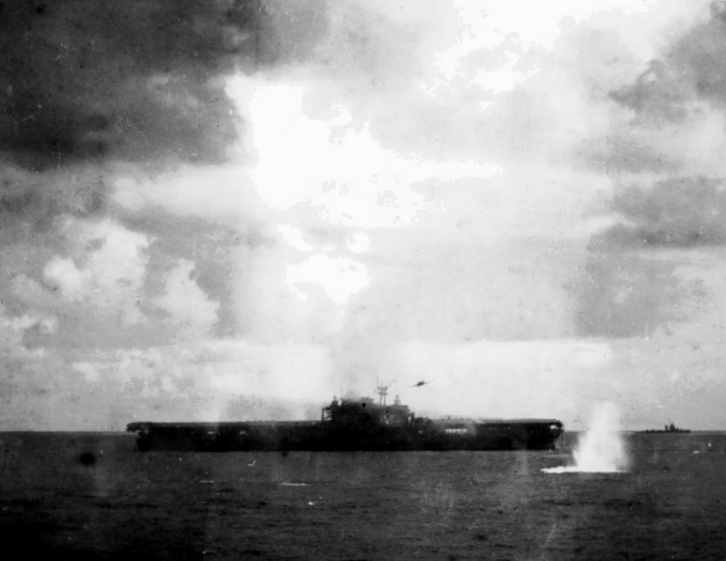
Một máy bay đang thả ngư lôi vào chiếc Hornet.

Vào lúc 08:30 hạm đội Hoa Kỳ nhận được tín hiệu về cuộc tấn công của các phi đội máy bay Nhật Bản đang tiến tới. Chỉ huy của phi đội máy bay Nhật ra lệnh tấn công hạm đội tàu sân bay Hornet sau khi ra da của họ phát hiện ra chiếc TF-17 (hạm đội của tàu sân bay Enterprise khi đó đang xác lập đội hình hình vuông và núp trong một trận mưa lớn). Lúc 08:55 các tàu sân bay Hoa Kỳ đã phát hiện ra phi đội của Nhật đang tiến về phía mình ở khoảng cách 35 hải lý (65 km) ngay lập tức 37 chiếc F4F Wildcat đang bay tuần tra gần đó được lệnh sẵn sàng chiến đấu.
Tuy nhiên những việc xảy ra sau đó lại không theo như ý muốn của Hoa Kỳ, Thomas C. Kinkaid không có kinh nghiệm trong việc sử dụng hệ thống vô tuyến nên kết quả là các mệnh lệnh mà phi đội tuần tra nhận được không phải là tập trung bảo vệ hạm đội chiếc Hornet mà là hạm đội chiếc Enterprise của đô đốc Frank Jack Fletcher (vốn vẫn bình an vô sự), trong khi chiếc Enterprise thì lại ra lệnh cho phi đội tập trung bảo vệ cho chiếc Hornet. Các sĩ quan chỉ huy phi đội hoạt động theo sự chỉ đạo nhiều lần cho phi đội F4F Wildcat bay sai hướng do các mệnh lệnh rối tung lên. Hệ quả của việc này là phi đội F4F Wildcat bị xé ra thành từng nhóm nhỏ chỉ có một số ít máy bay F4F Wildcat phải chiến đấu với phi đội của Nhật Bản nên bị bắn hạ là việc đương nhiên. Các phi công của các nhóm khác nhau nghe hướng dẫn của bộ chỉ huy xong thì bàn luận với nhau xem nên làm gì và phải tự quyết định hành động ra sao. Vì vậy khi địa điểm chính xác của phi đội Nhật Bản được thông báo thì hầu hết các máy bay F4F Wildcat không thể đạt đủ độ cao như mong muốn trong thời gian cần thiết. Một phần việc không thể đạt được độ cao mong muốn là do các thùng nhiên liệu ngoài của máy bay đè máy bay xuống nhưng các phi công lại không muốn liều lĩnh vứt bỏ nó vì cần nhiên liệu cho cuộc chiến sắp tới. Kết quả là các máy bay tiêm kích F4F Wildcat này chỉ nghênh chiến với phi đội Nhật khi mà họ đã đang tấn công chiếc Hornet.
Vào lúc 09:09 các súng phòng không của chiếc Hornet và các tàu hộ tống của nó (gồm tuần dương hạm hạng nặng Northampton và Pensacola, tuần dương hạm hạnh nhẹ San Diego và Juneau cùng 6 khu trục hạm) bắt đầu bắn phòng vệ vào 20 chiếc máy bay ném ngư lôi và 16 chiếc máy bay thả bom bổ nhào không bị bám đuôi đang tiến đến tấn công chiếc tàu sân bay.Vào 09:12 một máy bay ném bom bổ nhào ném một quả bom xuyên giáp nặng 551 lb (250 kg) vào ngay chính giữa bong tàu sân bay Hornet xuyên qua ba tầng của tàu trước khi phát nổ giết chết 60 người. Ngay sau đó một quả bom nặng 534 lb (242 kg) đâm thẳng vào đường băng tàu và phát nổ tạo ra một lỗ rộng khoảng 3,4 m và giết chết 30 người. Một phút sau hay khoảng đó quả bom thứ ba đánh trúng chiếc Hornet gần ngay tại điểm mà quả bom đầu tiên rơi trúng gây hư hại nghiêm trọng nhưng không gây thương vong. Vào 09:14 các súng phòng không của chiếc Hornet đã bắn trúng và làm hư hại nặng một máy bay ném bom bổ nhào của Nhật Bản nhưng thay vì nhảy ra ngoài phi công của máy bay này quyết định thực hiện Kamikaze đâm thẳng vào tháp điều khiển của tàu sân bay. Nhiên liệu và quả bom 60 kg của máy bay này phát nổ gây ra một đám cháy lớn bao trùm tháp điều khiển và lan xuống khoang chứa máy bay bên dưới.
Cùng lúc đó các máy bay thả ngư lôi cũng xông vào chiếc Hornet theo hai hướng khác nhau. Với việc bị thiệt hại nặng vì hệ thống phòng không của Hoa Kỳ các máy bay này vẫn thả hai ngư lôi trúng chiếc Hornet vào khoảng 09:13 và 09:17, phá hủy động cơ của tàu sân bay khiến nó ngưng hoạt động. Khi chiếc Hornet bị ngưng hoạt động và đang lướt theo quán tính một máy bay thả bom bổ nhào của phi đội Nhật Bản đang bị hư nghiêm trọng xuất hiện và đâm vào mạng phải của chiếc Hornet gây ra một vụ cháy trong khoang chứa nhiên liệu. Vào 09:20 tất cả máy bay Nhật Bản rút đi để lại chiếc Hornet bất động và cháy dữ dội. Trong đợt xuất kích đầu này phía Nhật Bản có 25 máy bay và phía Hoa Kỳ có 6 chiếc bị bắn hạ cùng với chiếc Hornet bị phá hủy gần như hoàn toàn.

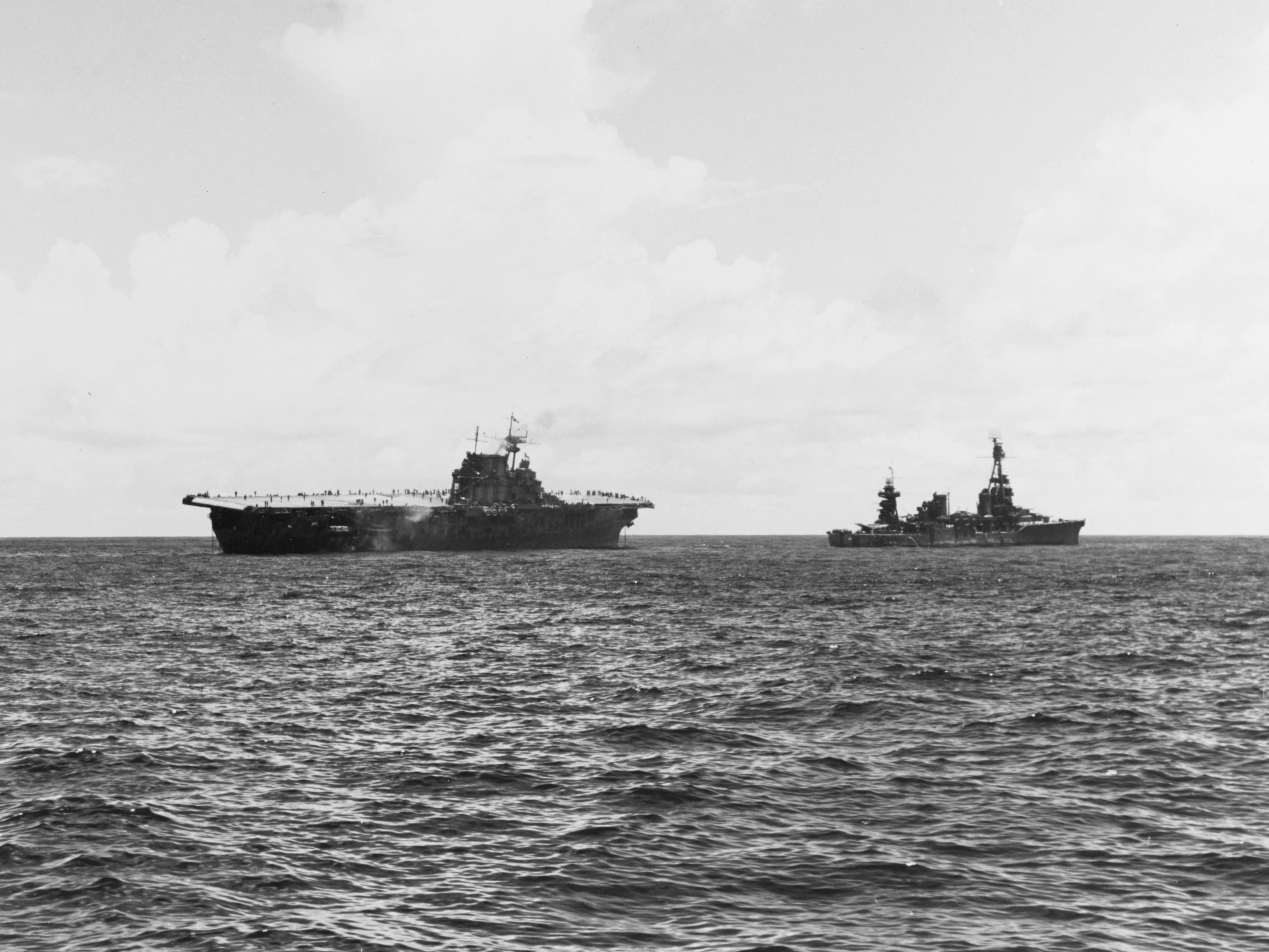
Chiếc Northampton đang cố kéo chiếc Hornet.

Tàu sân bay Hornet bị nghiêng 10 độ và bị cháy nhiều nơi trong thân tàu sau cuộc tấn công. Với sự giúp đỡ ba tàu hộ tống phun vòi rồng ngọn lửa trong chiếc Hornet cơ bản được khống chế nhưng lại làm cho chiếc tàu sân bay này chìm thêm do nước xâm nhập. Những người bị thương được đưa ra khỏi tàu sân bay lên một chiếc khu trục hạm bằng dây nối kéo giữa hai tàu và sau đó chiếc tuần dương hạm Northampton cố kéo chiếc Hornet ra khỏi vùng chiến sự. Vào 11:23 chiếc Northampton bắc đầu kéo chiếc Hornet nhưng việc này khó khăn hơn họ nghĩ các dây cáp kim loại 1,5 inch (38 mm) đã bị đức do áp lực quá lớn từ trọng lượng của tàu sân bay, các dây cáp kim loại 2 inch (38 mm) được thay thế và việc kéo được tiếp tục lúc 13:30 chiếc Northampton kéo với tốc độ 3 hải lý. Tuy nhiên việc kéo bị gián đoạn vì đợt xuất kích thứ hai của Nhật tiến tới.

### Chiến trường tại hạm đội tàu sân bay Enterprise

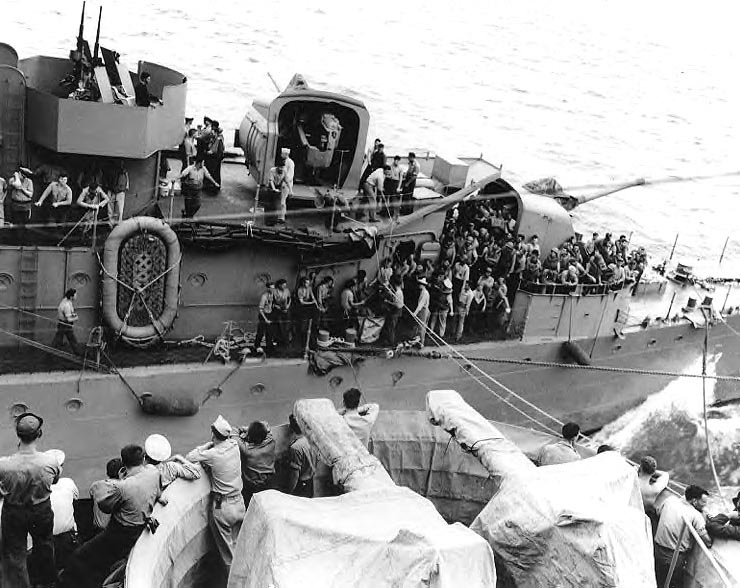
Chiếc Shaw đang chuyển thủy thủ của chiếc Porter lên chiếc South Dakota.

Vào lúc 09:30 tàu sân bay Enterprise tiếp nhận nhiều máy bay bị hư hại và gần hết nhiên liệu từ cả hai hạm đội cất cánh tuần tra và trinh sát trước khi trận hải chiến bắt đầu, chiếc Hornet lúc này không thể sử dụng được do hư hại quá nặng. Tuy nhiên với việc đường băng của tàu sân bay này đã quá chật cộng với việc đợt xuất kích thứ hai của Nhật Bản đang tiến đến màn hình ra đa của tàu sân bay này phát hiện ra những chiếc máy bay của Nhật Bản đầu tiên của đợt xuất kích này vào lúc 09:30, chiếc Enterprise cho ngưng việc hạ cánh vào khoảng 10:00. Những chiếc máy bay gần hết nhiên liệu đã được cho đáp xuống biển các phi công của những máy bay này sau đó được các khu trục hạm hộ tống tàu sân vớt lên.
Một trong số các máy bay đáp xuống biển có một chiếc TBF Avenger cất cánh từ chiếc Enterprise bị các máy bay A6M Zero của chiếc Zuihō tấn công trước đó rớt xuống gần khu trục hạm USS Porter. Khi chiếc khu trục hạm này tiến đến để vớt các phi công thì ngư lôi của chiếc máy bay này bắt đầu tự hoạt động loạn lên chạy vòng vòng sau đó đâm vào chiếc USS Porter và phát nổ gây hư hại nặng và giết 15 người. Chỉ huy hạm đội ra lệnh bỏ tàu và chiếc khu trục hạm USS Shaw tiến đến để cứu các thủy thủ sau đó bắn chìm chiếc USS Porter với các khẩu pháo của mình. Nguồn tin khác thì cho rằng chiếc USS Porter đã bị tấn công khoảng 10:05 bởi một tàu ngầm Nhật Bản đang đi tuần trong khu vực đó là chiếc I-21 của thuyền trưởng Matsumura các khu trục hạm đã né được quả ngư lôi đầu tiên nhưng quả thứ hai trúng ngay bên trái chiếc USS Porter và chiếc USS Shaw chạy đến tiếp cứu lúc này phi đội Nhật Bản đã bắt đầu tấn công hạm đội Enterprise chiếc USS Porter chìm trong mưa đạn.

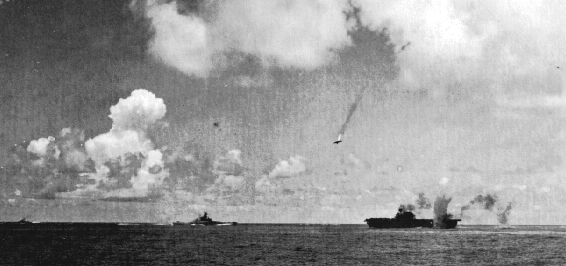
Một máy bay của Nhật Bản bị bắn hạ (chính giữa hơi chếch về bên phải)

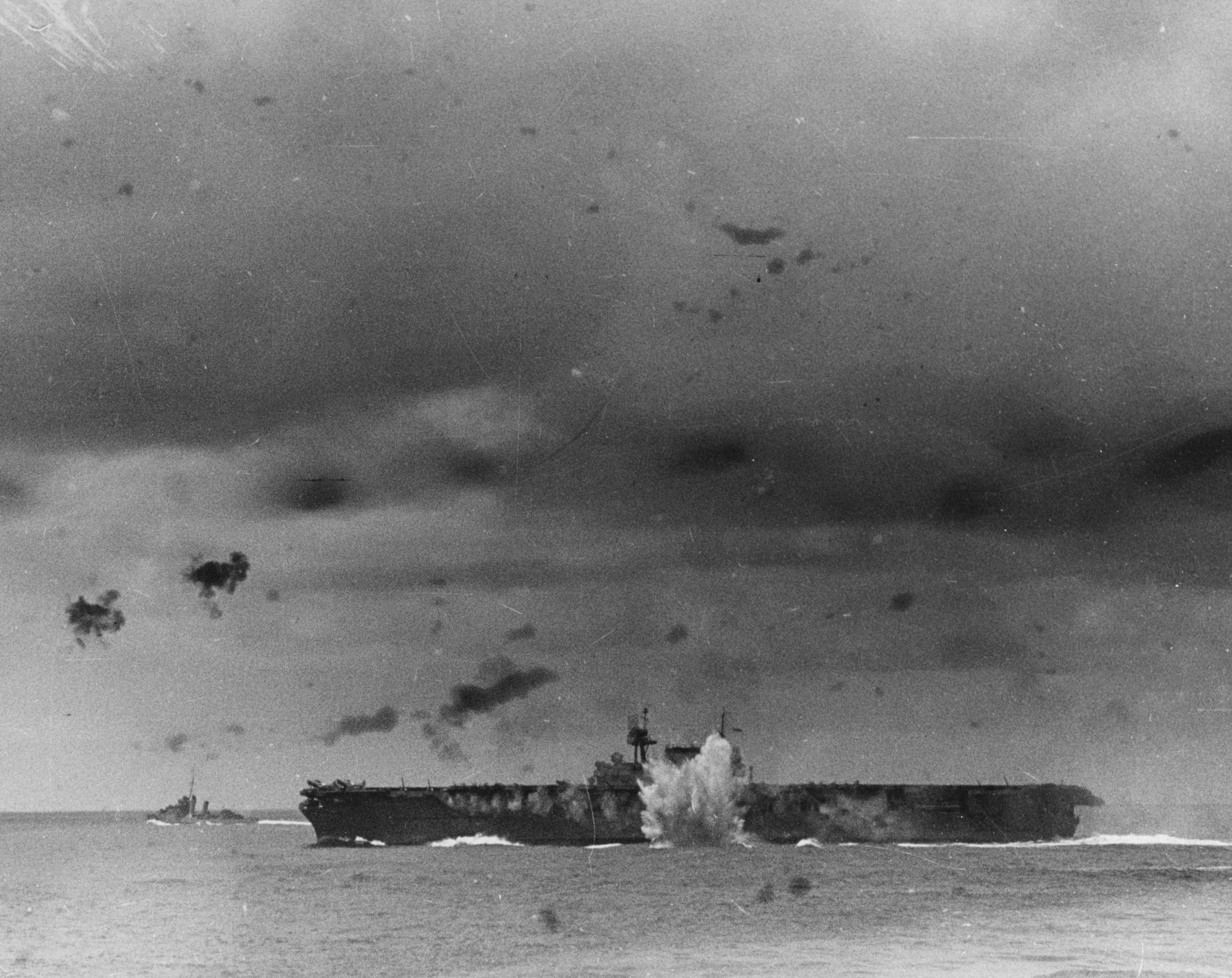
Quả bom đâm xuyên qua mạng tàu chiếc Enterprise và phát nổ trong nước

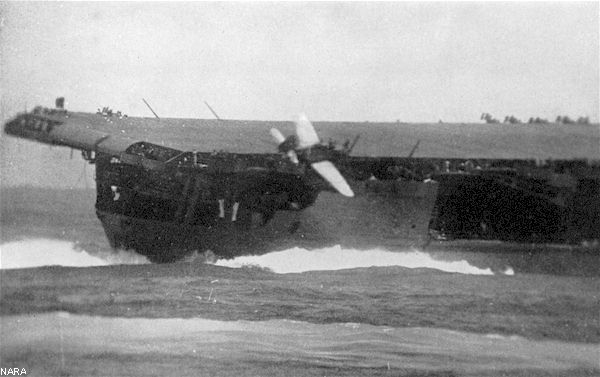
Chiếc SBD đang cố lấy lại độ cao sau khi tấn công chiếc Enterprise

Khi phi đội xuất kích đầu của Nhật Bản quay trở về thì một trong các máy bay của họ đã phát hiện ra hạm đội của chiếc Enterprise (khi này cơn mưa đã dứt) và báo cáo với chỉ huy các hạm đội Nhật về vị trí của chiếc Enterprise . Khi đó các phi đội trong đợt xuất kích thứ hai của Nhật Bản cũng đang tiến đến, Nhật Bản tin rằng chiếc Hornet đã bị chìm hay ít ra cũng sẽ chìm với các hư hại như thế nên tất cả các phi đội tập trung tấn công vào đội hình chiếc Enterprise và trận chiến bắt đầu vào 10:08. Một lần nữa các máy bay tiêm kích không kịp nghênh chiến với các máy bay ném bom của Nhật Bản trước khi họ tấn công tàu sân bay. Các máy bay tiêm kích chỉ bắn hạ được 2 trong số 19 máy bay ném bom của Nhật Bản.
Mặc dù chiếc Enterprise và các tàu hộ tống của nó bắn đạn phòng không dày đặc nhưng các máy bay ném bom vẫn vượt qua được tường lửa đạn và thả ba quả bom nặng 551 lb (250 kg) vào chiếc Enterprise. Một quả xuyên qua 3 m đường băng tàu sân bay rồi kẹt phía trên thang máy tuy nhiên đám cháy mà quả bom này gây ra nhanh chóng được dập tắt, quả thứ hai đâm xuyên qua 7 m của tàu sân bay rồi xuyên qua mạng tàu và phát nổ trong nước, vụ nổ này đã kéo theo quả bom bị kẹt trong thanh máy ở tầng thứ 3 phát nổ tạo ra một đám cháy lớn, gây thương vong cao và hư hại nghiêm trọng, một quả bom khác đâm vào mạn phải tàu làm bật lớp lót của đường băng khiến nó bị nghiêng về bên phải tất cả các bay trên đường băng đều bị rơi xuống biển cũng như phá hủy tất cả những khẩu pháo phòng không Oerlikon 20mm phía bên mạng phải. Như kết quả bình thường của mọi trận chiến 9 trong số 19. Các máy bay ném bom bổ nhào của Nhật Bản thực hiện các cuộc ném bom khi bổ nhào là không nguy hiểm nhưng không như máy bay Hoa Kỳ có thể lộn ngược lên theo hình chữ V một cách nhanh chóng các máy bay của Nhật Bản thì lại phải bay hình chữ L trước khi có thể lấy lại độ cao cần thiết sau mỗi cuộc tấn công bổ nhào. Chính điều này khiến các máy bay ném bom sau khi thực hiện tấn công của Nhật dễ dàng lọt vào tầm ngắm của các súng phòng không vì ở độ cao quá thấp. Vì thế tính trước, trong và sau cuộc tấn công Nhật Bản có 12 máy bay ném bom bị bắn hạ.

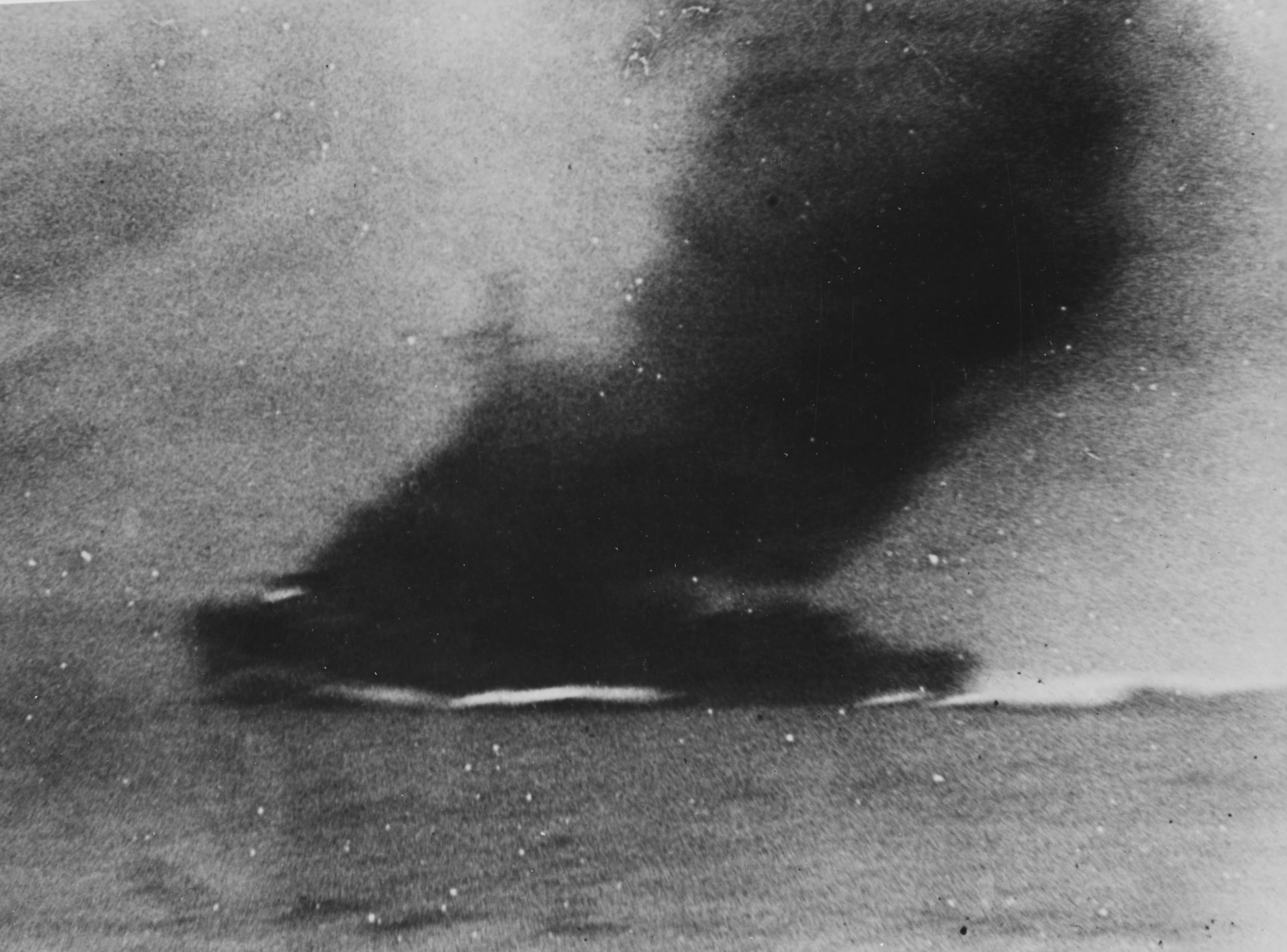
Chiếc Smith bốc cháy sau khi bị 4 máy bay ném ngư lôi đâm vào.

Hai mươi phút sau tức khoảng 10:45, 16 máy bay ném ngư lôi cất cánh từ chiếc Zuikaku tiến tới và chia ra thành các nhóm để tấn công chiếc Enterprise. Các máy bay tiêm kích của Hoa Kỳ đã bắn hạ ba trong số đó và làm hư hỏng bốn máy bay khác. Tuy nhiên khi bị hư hỏng và bị bám đuôi, bốn chiếc máy bay ném ngư lôi này quyết định thực hiện kamikaze và đâm vào chiếc khu trục hạm Smith khiến nó bốc cháy, giết 57 người và phá hủy tháp điều khiển. Chiếc khu trục hạm này phải lao vào rãnh sóng của chiếc thiết giáp hạm South Dakota tạo ra khi đang di chuyển để có thể tự dập lửa vào cố gắng giành lại sự ổn định của tàu khi mà tháp điều khiển đã bị phá hủy chỉ còn buồng lái là có thể hoạt động cũng như bắn khẩu súng phòng không cuối cùng còn lại của mình vào các máy bay thả ngư lôi đang tiến đến tấn công

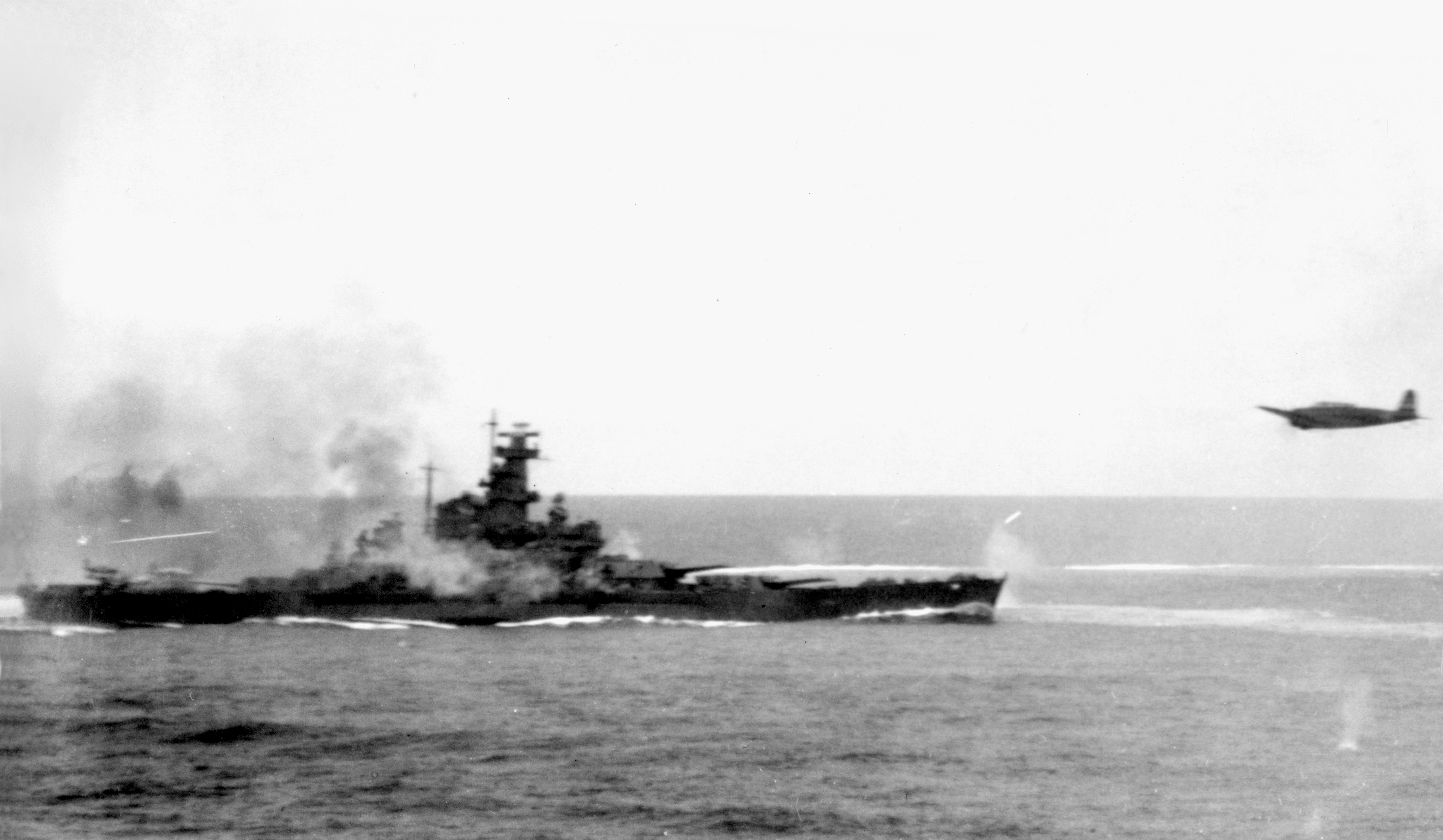
Chiếc South Dakota đang bắn phòng không vào chiếc TBF Avenger.

Các máy bay ném ngư lôi còn lại tấn công tàu sân bay Enterprise, thiết giáp hạm South Dakota và tuần dương hạm Portland. Các cuộc tấn công chia làm hai hướng, các bay Nhật thả những ngư lôi của mình ở khoảng cách 1.000-2.000 m. Chiếc Enterprise phát hiện 5 ngư lôi tiến đến bên mạn phải và 4 quả bên mạn trái. Chiếc Enterprise và South Dakota tăng tốc độ và né tất cả các ngư lôi, còn chiếc Portland bị trúng 3 ngư lôi nhưng may cho chiếc tàu này là các ngư lôi này không nổ. Cuộc tấn công kết thúc vào 10:53, có 9 trong số 16 máy bay ném ngư lôi bị bắn hạ hoặc đâm vào tàu chiến Mỹ. Sau cuộc tấn công với hầu hết mặt bong đều bị cháy, chiếc Enterprise cố cho hạ cánh các máy bay vào lúc 11:15, tuy nhiên có rất ít máy bay hạ cánh thành công do lớp lót đường băng đã bị bong khiến đường băng bị nghiêng, các máy bay chỉ có thể đáp bụng với tốc độ chậm chứ không thể đáp bằng bánh (tất cả các máy bay đáp bằng bánh đều lao xuống biển).
Chỉ có vài máy bay đáp thành công trước khi đợt xuất kích tiếp theo của Nhật Bản tiến đến. Vào khoảng 09:05 đến 09:14 tàu sân bay Junyō tiến đến chỉ cách hạm đội Hoa Kỳ khoảng 280 hải lý (520 km) và cho xuất kích một đợt máy bay khác. Đợt xuất kích này của chiếc Junyō có 17 chiếc Aichi D3A và 12 chiếc A6M Zero. Khi đó nhóm chính và nhóm tiên phong hạm đội Nhật Bản của Kondo Nobutake và Abe Hiroaki đang cố gắng nhập lại để tạo thành một đội hình thống nhất và hạm đội chiếc Junyō đã sẵn sàng để nghênh chiến với hạm đội địch .

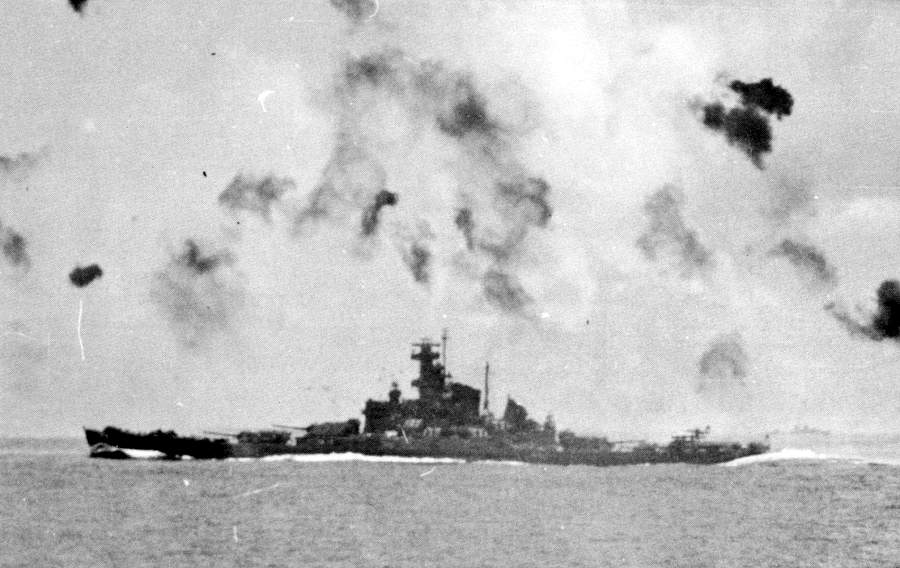
Chiếc South Dakota ngay trước khi bị trúng bom.

Đợt xuất kích thứ ba bắt đầu tấn công hạm đội tàu sân bay Enterprise vào lúc 11:21. Kể từ khi cất cánh các máy bay của Hoa Kỳ đã bị suy yếu do không được tiếp nhiên liệu và đạn dược kết quả chúng bắt đầu rớt xuống hay không thể chiến đấu do không có đạn. Thomas C. Kinkaid quyết định là sẽ không khuất phục và ra lệnh cho các hạm đội núp vào cơn mưa lớn gần nhất tuy nhiên kế hoạch này đã không thành công. Các phi đội máy bay ném bom Nhật chia ra thành các nhóm khác nhau. Nhóm đầu tiên thả một quả bom trúng chiếc Enterprise nhưng nó lại đâm xuyên qua vỏ tàu trước khi phát nổ dưới biển nên không gây ra nhiều hư hại. Mười phút sau nhóm thứ hai bổ nhào xuống từ trong đám mây mưa trước chiếc thiết giáp hạm South Dakota và thả bốn quả bom, một quả trúng tháp pháo 406 mm số 1 và phá hủy nó nhưng không gây thương vong, dù vậy các mảnh vỡ của vụ nổ văng trúng tháp điều khiển gây thương vong rất cao, trong số những người bị thương có cả thuyền trưởng. Nhóm thứ ba ném 6 quả bom vào chiếc tuần dương hạm San Juan, năm quả trượt mục tiêu nhưng quả thứ sáu đã đâm xuyên qua mạn phải phát nổ ngay phía dưới đuôi chiếc San Juan, gây hư hại nghiêm trọng phần đuôi khiến cho bánh lái bị kẹt và chiếc tàu này bị mất điều khiển trong vòng 10 phút. 11 trong số 17 chiếc máy bay ném bom Nhật đã bị bắn rơi trong đợt tấn công này

### Các phi đội của hai bên trở về
Vào lúc 11:35 đến lúc này thì Thomas C. Kinkaid đành phải ra lệnh các hạm đội rút ra khỏi chiến trường khi mà chiếc Hornet đã trở nên vô dụng và chiếc Enterprise thì bị hư hại nặng cùng với các phi đội đang bị rớt xuống do hết nhiên liệu. Cũng như phía Nhật Bản có một hay hai tàu sân bay không bị hư hại đang trong vùng chiến sự. Ông ra lệnh cho hạm đội của tàu Hornet theo sau hạm đội tàu Enterprise càng nhanh càng tốt khi họ có khả năng. trong thời gian từ 11:39 đến 13:22 Chiếc Enterprise đã cho hạ cánh 53 trong 73 máy bay mà nó và chiếc Hornet đã phóng lên trong trận hải chiến này . Còn các máy bay đáp (hay rơi) xuống biển thì các phi công của nó được các tàu chiến hộ tống vớt lên.
Vào khoảng từ 11:40 đến 14:00 hai chiếc Zuikaku và Junyō đã cho hạ cánh một ít máy bay trong các đợt xuất kích của mình. Một hoa tiêu trên trạm điều khiển nói về sự trở về của đợt xuất kích đầu tiên: "Chúng tôi đã quan sát bầu trời một cách hết sức lo lắng. Chỉ có một số ít máy bay trở về so với khi chúng được phóng đi vài tiếng trước. Chỉ có 5 hay 6 máy bay ném bom là đã trở về. Các máy bay hạ cánh xuống đều đầy những vết đạn. Một số máy bay trong giống y như một cái rây. Các phi công thì mệt mỏi và khó khăn khi ra khỏi máy bay. Họ kể lại những câu chuyện không thể tin được với bầu trời đầy những vụ nổ của đạn phòng không và việc họ bị bám đuôi bởi các máy bay tiêm kích của địch.".
Có rất ít các chỉ huy của phi đội Nhật trở về.

### Chiếc Hornet bị đánh chìm
Vào lúc 13:00 nhóm chính và nhóm tiên phong của hạm đội Nhật Bản đã hoàn toàn nhập lại thành một nhóm và tiến hết tốc lực về phía vị trí cuối cùng hạm đội Hoa Kỳ đã được báo cáo để có thể sử dụng các khẩu pháo trên các tàu chiến. Hai chiếc Zuihō và Shōkaku rút ra khỏi vùng chiến sự với Nagumo Chuichi vẫn ở trên bong để chỉ huy việc sửa chữa và để cho chuẩn đô đốc Kakuta Kakuji lên thay quyền chỉ huy hai chiếc Zuikaku và Junyō. Vào 13:06 chiếc Junyō cho cất cánh phi đội xuất kích thứ hai của mình gồm 7 chiếc TBF Avenger và 8 chiếc A6M Zero, chiếc Zuikaku thì cho xuất kích phi đội thứ ba của mình gồm 2 chiếc SBD Dauntless và 5 chiếc A6M Zero. Vào 15:35 chiếc Junyō cho xuất kích phi đội cuối cùng của Nhật Bản trong trận chiến này gồm 4 chiếc SBD Dauntless và 6 chiếc A6M Zero.

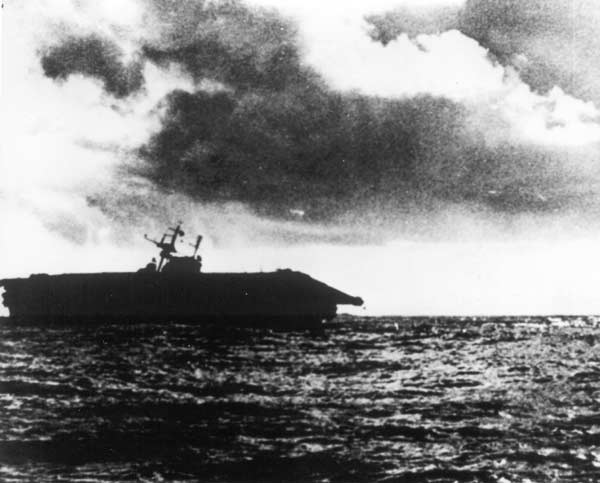
Chiếc Hornet đang chìm và tất cả thủy thủ đã rời tàu.

Sau hàng loạt các sự cố kỹ thuật chiếc Northampton cuối cùng cũng bắc đầu kéo chiếc Hornet để có thể ra khỏi vùng chiến sự vào lúc 14:45. Ngoài ra các thủy thủ của chiếc Hornet cũng đã khôi phục lại một phần năng lượng của tàu và dập tắc các đám cháy. Dù vậy vào lúc 15:20 phi đội của chiếc Junyō xuất hiện vào tấn công gần như trực tiếp vào chiếc Hornet. Không có lực lượng không quân hỗ trợ chiếc Northampton phải ngưng việc kéo tập trung bắn phòng không phòng thủ cho chính mình. Vào 15:23 một ngư lôi đánh trúng chiếc Hornet phá hủy hoàn toàn nguồn cung cấp năng lượng cho tàu, không có năng lượng để sửa chữa và bơm nước ra ngoài chiếc tàu sân bay này bị ngập nặng cũng như bị nghiên thêm 14 độ, thủy thủ của chiếc Hornet được lệnh rời tàu vì không còn có thể vãn được nữa. Phi đội của chiếc Zuikaku cũng tấn công chiếc Hornet vào thời điểm đó thả một quả bom trúng ngay chiếc Hornet đang chìm. Thủy thủ cuối cùng của chiếc Hornet rời khỏi tàu vào lúc 16:27. Máy bay cuối cùng của phi đội Nhật Bản thả một quả bom trúng sườn tàu Hornet trước khi tất cả rút đi vào lúc 17:20.
Thomas C. Kinkaid ra lệnh đánh đắm chiếc Hornet với lý do không thể để chiếc tàu sân bay này chìm vì bị Nhật Bản tấn công hay bị Nhật Bản lấy mang đi sửa chữa để sử dụng tiếp. Hai chiếc khu trục hạm Mustin và Anderson nhận nhiệm vụ này trong khi tất cả các tàu còn lại chạy ra khỏi tầm chiến đấu của các tàu chiến Nhật Bản. Khu trục hạm USS Mustin đã bắn cả tám ngư lôi của nó vào chiếc Hornet nhưng chỉ có 3 quả phát nổ. Chiếc Hornet vẫn không bị chìm hẳn. Chiếc USS Anderson cũng bắn cả tám ngư lôi của mình vào chiếc Hornet nhưng chỉ có 6 quả phát nổ. Khi thấy chiếc Hornet vẫn chưa chìm hẳn hai khu trục hạm này đã bắn 420 quả đạn pháo 127 mm vào sườn tàu sân bay vào lúc 20:46 sau đó rút đi do hạm đội tàu chiến Nhật Bản đã đến quá gần. Khi toàn bộ hạm đội của Nhật Bản đến địa điểm của chiếc Hornet vào lúc 22:20, họ quyết định rằng chiếc tàu sân bay này đã quá hư hỏng để có thể sửa chữa lại hai khu trục hạm Makigumo và Akigumo được lệnh đánh chìm tàu Hornet. Hai khu trục hạm này bắn 4 ngư lôi 24 inch (610 mm) vào chiếc Hornet lúc 01:35 ngày 27 tháng 10 năm 1942 và khiến cho chiếc tàu sân bay này chìm hẳn cùng với 111 thủy thủ thiệt mạng trên bong trong cuộc tấn công.
Vào đêm 27 tháng 10 năm 1942 với ra đa Catalina trang bị trên hai tàu Junyō và Teruzuki hạm đội Nhật Bản biết là các hạm đội Hoa Kỳ đã rút ra khỏi chiến trường. Các tàu sân bay của Nhật Bản đã phóng 44 máy bay gồm 18 máy bay ném bom và 22 máy bay thả ngư lôi để tìm các hạm đội Hoa Kỳ nhưng không mang lại kết quả. Trong khi đó các chiến của hạm đội Nhật đang có dấu hiệu hết nhiên liệu (đặc biệt là các khu trục hạm), vì thế Yamamoto Isoroku ra lệnh cho tất cả các tàu trở về tiếp nhiên liệu ở phía Bắc quần đảo Solomon sau đó quay về căn cứ chính ở đảo Truk vào ngày 30 tháng 10 năm 1942. Sau trận chiến các tàu chiến của Hoa Kỳ chạy đến đảo Espiritu Santo và New Caledonia, chiếc South Dakota thì lại đâm vào chiếc khu trục hạm Mahan khiến khu trục hạm này này bị hư hại nặng.

## Sau trận chiến
Từ các báo cáo của phi công và phi hành đoàn, đô đốc Nagumo và Kusaka ước tính rằng ít nhất 2 tàu tuần dương, 1 tàu khu trục, 1 thiết giáp hạm và 3 tàu sân sân bay Mỹ đã bị đánh chìm. Midway đã được rửa hận và Hải quân Nhật cuối cùng đã làm chủ vùng biển quanh Guadalcanal. Đánh giá của đô đốc Yamamoto thậm chí còn thuận lợi hơn. Tham mưu trưởng của ông, Đô đốc Ugaki, điện về Tokyo báo rằng 4 tàu sân bay và 3 tàu chiến Mỹ đã bị đánh chìm. Đô đốc Yamamoto không ngủ được và dưới ánh trăng, ông đi dạo dọc theo boong tàu Yamato, tận hưởng niềm hoan lạc vì thắng lợi lớn lao này lại xảy ra đúng vào ngày Hải quân của Mỹ. Ở Tokyo, thắng lợi được coi là vô cùng trọng đại đến nỗi Thiên hoàng viết một chiếu chỉ ca ngợi Yamamoto và “cuộc chiến đấu quả cảm” của Hạm đội Liên Hợp. Thực ra, các chỉ huy Nhật đã đánh giá quá cao chiến thắng của họ, bởi tổn thất của Mỹ thực ra chỉ bằng 1/3 so với ước tính của Nhật.
Việc mất tàu sân bay Hornet là một đòn mạnh đánh vào lực lượng quân Đồng Minh tại Nam Thái Bình Dương, trong số 4 tàu sân bay của quân Đồng Minh tại mặt trận Thái Bình Dương chỉ còn sót lại một chiếc là Enterprise và nó cũng đang hư hỏng nặng. Chiếc Enterprise sau khi được sửa chữa tại New Caledonia khi trở lại hoạt động vẫn còn một số hư hỏng nhưng phải nhanh chóng trở về phía Nam quần đảo Solomon để hỗ trợ quân Đồng Minh trong trận hải chiến Guadalcanal với vai trò rất quan trọng trong việc quyết định vai trò của hải quân trong toàn bộ chiến dịch Guadalcanal.
Cho dù chiến thắng trong trận hải chiến cũng như đánh chìm được các tàu quan trọng của quân Đồng Minh, tuy nhiên nó lại có cái giá khá đắt cho hải quân Nhật Bản. Hai tàu sân bay bị hư hỏng buộc phải trở về Nhật Bản để sửa chữa. Sau khi sửa chữa chiếc Zuihō trở về quần đảo Solomon và cuối tháng 1 năm 1943, chiếc Shōkaku thì không sửa chữa xong cho đến tháng 3 năm 1943 và không trở về quần đảo Solomon cho đến giữa tháng 7 năm 1943 khi nó nhập nhóm với chiếc Zuikaku tại đảo Truk.
Thiệt hại nặng nhất của Nhật Bản lại là các phi công. Hoa Kỳ chỉ mất 26 phi công trong trận chiến này. Còn Nhật Bản thì mất tới 148 phi công (phần vì Nhật Bản sử dụng chiến thuật Kamikaze) trong đó có 2 chỉ huy các máy bay ném bom bổ nhào, 3 chỉ huy nhóm máy bay ném ngư lôi, 18 chỉ huy các máy bay tiêm kích và các loại khác. 49% phi công của các phi đội máy bay ném ngư lôi, 39% phi công của các phi đội máy bay ném bom và 20% phi công của phi đội máy bay tiêm kích bị thiệt mạng. Nhật Bản bị mất phi công trong trận này nhiều hơn các trận khác như trận chiến biển Coral (90), trận Midway (110), trận Đông Solomon (61). Tổng cộng Nhật Bản đã mất 409 trong tổng số 765 phi công kỳ cựu của mình từ trận chiến Trân Châu cảng cho đến hết trận chiến quần đảo Santa Cruz. Cho dù không bị hư hại hai tàu sân bay Zuikaku và Hiyō vẫn phải trở về Nhật Bản để nhận các phi đội mới được huấn luyện cũng vì còn quá ít máy bay và vũ khí để có thể tiếp tục chiến đấu. Đô đốc Nagumo Chuichi được nhận lệnh tiếp quản các hạm đội gần Nhật Bản ít lâu sau khi trở về đã báo cáo rằng "Đây là một chiến thắng chiến thuật vẻ vang nhưng lại là một thất bại chiến lược nặng cho Nhật Bản. Xét về lợi thế lớn về nền công nghiệp của kẻ thù của chúng ta, chúng ta phải thắng mọi trận chiến một cách áp đảo. Tuy nhiên với trận chiến mới nhất này, thật tiếc, chúng ta lại thắng một cách không áp đảo.".
Với số lượng các phi công kỳ cựu bị mất trong cuộc chiến, Nhật Bản không thể nào thay thế một cách nhanh chóng do việc hạn chế vì chương trình đào tạo các phi công của mình (họ thường đào tạo các phi công sao cho họ vừa đủ kinh nghiệm để lái máy bay để thực hiện Kamikaze dễ dàng thay thế chứ không đào tạo các phi công giỏi khó thay thế). Nhật Bản đã đánh mất cơ hội về chiến lược của mình để giành ưu thế trong chiến dịch Solomon. Chiếc Enterprise dù vẫn còn hỏng nặng nhưng vẫn cố gắng tham gia trận hải chiến diễn ra ít lâu sau đó với các phi đội nhiều kinh nghiệm của mình và đã đạt được một kết quả vượt ngoài sự mong đợi. Cho dù các tàu sân bay Nhật Bản trở về đảo Truk nhưng lại không còn đóng vai trò quan trọng trong chiến dịch Solomon nữa.